# I liga polska w piłce siatkowej mężczyzn (2024/2025)
I liga polska w piłce siatkowej mężczyzn (PLS 1. Liga) 2024/2025 – 20. sezon rozgrywek siatkarskich (po raz 7. jako liga profesjonalna) organizowanych przez Polska Liga Siatkówki SA na drugim poziomie ligowym.

## System rozgrywek[2]
Zmagania toczą się dwuetapowo:
- Etap I (dwurundowa faza zasadnicza) – przeprowadzona w formule ligowej, systemem kołowym (tj. "każdy z każdym – mecz i rewanż") Faza zasadnicza, klasyfikacja generalna – uwzględnia wyniki wszystkich rozegranych meczów, łącznie z meczami rozegranymi awansem. Punktacja: 3 pkt za wygraną 3:0 i 3:1, 2 pkt za wygraną 3:2, 1 pkt za porażkę 2:3, 0 pkt za przegraną 1:3 i 0:3.

Kolejność w tabeli po każdej kolejce rozgrywek (tabela) ustalana jest według liczby zdobytych punktów meczowych. W przypadku równej liczby punktów meczowych o wyższym miejscu w tabeli decyduje:
1. liczba wygranych meczów
2. lepszy (wyższy) stosunek setów zdobytych do straconych
3. lepszy (wyższy) stosunek małych punktów zdobytych do małych punktów straconych

Jeżeli mimo zastosowania powyższych reguł nadal nie można ustalić kolejności, o wyższej pozycji w tabeli decydować będą wyniki meczów rozegranych pomiędzy zainteresowanymi drużynami w danym sezonie.
- Etap II (faza play-off) – przeprowadzona w systemem pucharowym. Przystąpi do niej 8 najlepszych drużyn po fazie zasadniczej.

Runda 1.
(O miejsca 1-8) - O tytuł mistrza PLS 1. Ligi grają drużyny, które po zakończeniu fazy zasadniczej rozgrywek zajęły w tabeli miejsca od 1 do 8. Drużyny z miejsc 1-8; 2-7; 3-6; 4-5 utworzą pary meczowe, które zagrają o miejsca w 1/2 finału do dwóch wygranych meczów ze zmianą gospodarza po każdym meczu. Gospodarzami pierwszych spotkań będą zespoły, które po fazie zasadniczej rozgrywek zajęły wyższe miejsce w tabeli. 

Runda 2.
(O miejsca 1-4) - Zwycięzcy rywalizacji z rundy 1 zagrają w 1/2 finału o miejsca 1-4. W pierwszym półfinale zagrają zwycięzca rywalizacji 1-8 ze zwycięzcą rywalizacji 4-5. W drugim półfinale zagrają zwycięzca rywalizacji 2-7 ze zwycięzcą rywalizacji 3-6. Drużyny grają do dwóch wygranych meczów ze zmianą gospodarza po każdym meczu. Gospodarzami pierwszych spotkań będą zespoły, które po fazie zasadniczej rozgrywek zajęły wyższe miejsce w tabeli. 

Runda 3. 
(O miejsca 3-4) - Przegrany 1 półfinału gra z przegranym 2 półfinału, do dwóch wygranych meczów ze zmianą gospodarza po każdym meczu. Gospodarzem pierwszego spotkania będzie zespół, który po fazie zasadniczej rozgrywek zajął wyższe miejsce w tabeli. 
(O miejsca 1-2) - O tytuł mistrza PLS 1. Ligi. Zwycięzca 1. półfinału gra ze zwycięzcą 2. półfinału do trzech wygranych meczów ze zmianą gospodarza po każdym meczu. Gospodarzem pierwszego spotkania będzie zespół, który po fazie zasadniczej rozgrywek zajął wyższe miejsce w tabeli. 
O kolejności końcowej w przypadku odpadnięcia drużyn w tej samej rundzie i nie rozgrywania meczów o poszczególne miejsca decyduje kolejność po rundzie zasadniczej.  
Drużyny, które po zakończeniu fazy zasadniczej zajmą miejsca 9—15 kończą rozgrywki w sezonie 2024/2025.
Przegrani 1 rundy fazy play-off kończą rozgrywki w sezonie 2024/2025 zajmując miejsca 5-8. 
Drużyny, które zajmą trzy ostatnie miejsca w klasyfikacji końcowej fazy zasadniczej (z wyłączeniem drużyny SMS PZPS Spała) tracą uprawnienia do udziału w rozgrywkach PLS 1. Ligi w sezonie 2025/2026. 
Drużyna, która zajmie 1 lub 2 miejsce w klasyfikacji końcowej PLS 1. Ligi i spełni wymogi Regulaminu Profesjonalnego Współzawodnictwa PLS zostanie dopuszczona do udziału w rozgrywkach PlusLigi sezonu 2025/2026.

## Drużyny uczestniczące
| | Uczestnicy poprzedniej edycji |    |
| --- | ----------------------------- | -- |
| BIE | BBTS Bielsko-Biała            | 2  |
| BYD | BKS Visła Bydgoszcz           | 3  |
| CHE | ChKS Chełm                    | 4  |
| ŚWI | Avia Świdnik                  | 5  |
| KLU | KKS Mickiewicz Kluczbork      | 6  |
| TMA | Lechia Tomaszów Mazowiecki    | 7  |
| NS | MKST Astra Nowa Sól           | 8  |
| BAS | BAS Białystok                 | 9  |
| SIE | KPS Siedlce                   | 10 |
| SUL | STS Olimpia Sulęcin           | 11 |
| MJA | MCKiS Jaworzno                | 12 |
| KRA | AZS AGH Kraków                | 13 |
| SMS | SMS PZPS Spała                | 16 |
| | Spadek z PlusLigi             |    |
| RAD | Czarni Radom                  | 16 |
| | Awans z II ligi               |    |
| ANI | CUK Anioły Toruń              | 1  |
| Oznaczenia: - kolumna pierwsza – skróty nazw drużyn, - kolumna trzecia – miejsce zajęte w poprzednim sezonie. |                               |    |

## Hale sportowe[3]
| Klub                       | Hala sportowa                                                                      | Liczba miejsc |
| -------------------------- | ---------------------------------------------------------------------------------- | ------------- |
| BAS Białystok              | Hala Sportowa SP 50, ul. Pułaskiego 96                                             | 300           |
| ChKS Chełm                 | Hala Sportowa MOSiR, ul. Graniczna 2A                                              | 1500          |
| MCKiS Jaworzno             | Hala Widowiskowo-Sportowa, ul. Grunwaldzka 80                                      | 1342          |
| Czarni Radom               | Hala MOSiR im. Kazimierza Paździora                                                | 2500          |
| Lechia Tomaszów Mazowiecki | Arena Lodowa                                                                       | 11000         |
| KKS Mickiewicz Kluczbork   | Hala Ośrodka Sportu i Rekreacji, ul. Mickiewicza 7                                 | 500           |
| AZS AHG Kraków             | Hala Sportowa Studium Wychowania Fizycznego i Sportu Akademii Górniczo - Hutniczej | 620           |
| Anioły Toruń               | Hala Widowiskowo-Sportowa w Toruniu, ul. Przy Skarpie 13                           | 1000          |
| MKST Astra Nowa Sól        | Hala Widowiskowo-Sportowa w Nowej Soli                                             | 1500          |
| BBTS Bielsko-Biała         | Hala Widowiskowo-Sportowa, ul. Karbowa 26                                          | 4500          |
| KPS Siedlce                | Hala sportowa Agencji Rozwoju Miasta Siedlce                                       | 440           |
| BKS Visła Bydgoszcz        | Hala Immobile Łuczniczka                                                           | 6082          |
| STS Olimpia Sulęcin        | Hala I Liceum Ogólnokształcącego                                                   | 300           |
| Avia Świdnik               | Hala przy Szkole Podstawowej nr 7                                                  | 500           |
| SMS PZPS Spała             | Hala Centralnego Ośrodka Sportu                                                    | 400           |

## Trenerzy
| Klub                       | Pierwszy trener        | Narodowość | Drugi trener         | Narodowość |
| -------------------------- | ---------------------- | ---------- | -------------------- | ---------- |
| BAS Białystok              | Łukasz Jurkojć         | Polska     | Jacek Malczewski     | Polska     |
| ChKS Chełm                 | Krzysztof Andrzejewski | Polska     | Mateusz Hes          | Polska     |
| MCKiS Jaworzno             | Tomasz Wątorek         | Polska     | Jacek Sowa           | Polska     |
| Czarni Radom               | Dariusz Daszkiewicz    | Polska     | Piotr Pszczoła       | Polska     |
| Lechia Tomaszów Mazowiecki | Kamil Czapnik          | Polska     | Bartłomiej Rebzda    | Polska     |
| KKS Mickiewicz Kluczbork   | Mariusz Łysiak         | Polska     | Dawid Obłąk          | Polska     |
| AZS AHG Kraków             | Andrzej Kubacki        | Polska     | Sebastian Masel      | Polska     |
| Anioły Toruń               | Marcin Kryś            | Polska     | Filip Strojny        | Polska     |
| Anioły Toruń               | Marcin Kryś            | Polska     | Krzysztof Żabiński   | Polska     |
| MKST Astra Nowa Sól        | Konrad Cop             | Polska     | Łukasz Durbajłło     | Polska     |
| BBTS Bielsko-Biała         | Serhij Kapelus         | Ukraina    | Adrian Hunek         | Polska     |
| KPS Siedlce                | Witold Chwastyniak     | Polska     | Mirosław Filimoniuk  | Polska     |
| BKS Visła Bydgoszcz        | Michal Masny           | Słowacja   | Adrian Pasierb       | Polska     |
| STS Olimpia Sulęcin        | Łukasz Chajec          | Polska     | Damian Sławiak       | Polska     |
| Avia Świdnik               | Jakub Guz              | Polska     | Cezary Kostaniak     | Polska     |
| SMS PZPS Spała             | Jacek Nawrocki         | Polska     | Maciej Bartodziejski | Polska     |
| SMS PZPS Spała             | Jacek Nawrocki         | Polska     | Maciej Zendeł        | Polska     |

### Zmiany trenerów
| Klub                       | Były trener            | Narodowość | Nowy trener            | Narodowość |
| -------------------------- | ---------------------- | ---------- | ---------------------- | ---------- |
| Przed sezonem              |                        |            |                        |            |
| BAS Białystok              | Krzysztof Andrzejewski | Polska     | Łukasz Jurkojć         | Polska     |
| ChKS Chełm                 | Bartłomiej Rebzda      | Polska     | Krzysztof Andrzejewski | Polska     |
| Czarni Radom               | Paweł Woicki           | Polska     | Krzysztof Michalski    | Polska     |
| MKST Astra Nowa Sól        | Andrzej Krzyśko        | Polska     | Konrad Cop             | Polska     |
| STS Olimpia Sulęcin        | Konrad Cop             | Polska     | Marcin Kryś            | Polska     |
| Lechia Tomaszów Mazowiecki | Mateusz Mielnik        | Polska     | Kamil Czapnik          | Polska     |
| W trakcie sezonu           |                        |            |                        |            |
| Czarni Radom               | Krzysztof Michalski    | Polska     | Dariusz Daszkiewicz    | Polska     |
| Anioły Toruń               | Krzysztof Stelmach     | Polska     | Marcin Kryś            | Polska     |
| STS Olimpia Sulęcin        | Marcin Kryś            | Polska     | Łukasz Chajec          | Polska     |

źródło: volleybox.net, PLS 1. Liga

## Rozgrywki

### Runda zasadnicza

#### Tabela
| Lp. | Drużyna                    | Pkt | Mecze | Mecze | Mecze | Rodzaj wyniku | Rodzaj wyniku | Rodzaj wyniku | Rodzaj wyniku | Rodzaj wyniku | Rodzaj wyniku | Sety | Sety | Sety  | Małe punkty | Małe punkty | Małe punkty |
| Lp. | Drużyna                    | Pkt | M     | W     | P     | 3:0           | 3:1           | 3:2           | 2:3           | 1:3           | 0:3           | wyg. | prz. | stos. | zdob.       | str.        | stos.       |
| --- | -------------------------- | --- | ----- | ----- | ----- | ------------- | ------------- | ------------- | ------------- | ------------- | ------------- | ---- | ---- | ----- | ----------- | ----------- | ----------- |
| 1   | ChKS Chełm                 | 74  | 28    | 26    | 2     | 14            | 8             | 4             | 0             | 0             | 2             | 78   | 22   | 3.55  | 2410        | 2074        | 1.16        |
| 2   | Lechia Tomaszów Mazowiecki | 54  | 28    | 18    | 10    | 10            | 5             | 3             | 3             | 5             | 2             | 65   | 41   | 1.59  | 2389        | 2310        | 1.03        |
| 3   | Czarni Radom               | 52  | 28    | 17    | 11    | 9             | 5             | 3             | 4             | 5             | 2             | 64   | 44   | 1.45  | 2447        | 2295        | 1.07        |
| 4   | BBTS Bielsko-Biała         | 52  | 28    | 17    | 11    | 8             | 6             | 3             | 4             | 4             | 3             | 63   | 45   | 1.4   | 2511        | 2345        | 1.07        |
| 5   | KPS Siedlce                | 49  | 28    | 17    | 11    | 7             | 7             | 3             | 1             | 7             | 3             | 60   | 46   | 1.3   | 2439        | 2348        | 1.04        |
| 6   | KKS Mickiewicz Kluczbork   | 48  | 28    | 16    | 12    | 6             | 8             | 2             | 2             | 4             | 6             | 56   | 48   | 1.17  | 2375        | 2281        | 1.04        |
| 7   | MCKiS Jaworzno             | 47  | 28    | 17    | 11    | 7             | 4             | 6             | 2             | 2             | 7             | 57   | 49   | 1.16  | 2389        | 2331        | 1.02        |
| 8   | BKS Visła Bydgoszcz        | 47  | 28    | 16    | 12    | 9             | 2             | 5             | 4             | 6             | 2             | 62   | 48   | 1.29  | 2499        | 2367        | 1.06        |
| 9   | Avia Świdnik               | 42  | 28    | 14    | 14    | 6             | 4             | 4             | 4             | 4             | 6             | 54   | 54   | 1     | 2411        | 2413        | 1           |
| 10  | MKST Astra Nowa Sól        | 41  | 28    | 12    | 16    | 5             | 6             | 1             | 6             | 4             | 6             | 52   | 56   | 0.93  | 2360        | 2389        | 0.99        |
| 11  | Anioły Toruń               | 38  | 28    | 12    | 16    | 4             | 4             | 4             | 6             | 5             | 5             | 53   | 60   | 0.88  | 2483        | 2536        | 0.98        |
| 12  | BAS Białystok              | 35  | 28    | 12    | 16    | 2             | 6             | 4             | 3             | 5             | 8             | 47   | 62   | 0.76  | 2397        | 2470        | 0.97        |
| 13  | AZS AGH Kraków             | 30  | 28    | 10    | 18    | 5             | 2             | 3             | 3             | 7             | 8             | 43   | 62   | 0.69  | 2279        | 2393        | 0.95        |
| 14  | SMS PZPS Spała             | 12  | 28    | 4     | 24    | 2             | 1             | 1             | 1             | 4             | 19            | 18   | 75   | 0.24  | 1857        | 2259        | 0.82        |
| 15  | STS Olimpia Sulęcin        | 9   | 28    | 2     | 26    | 0             | 1             | 1             | 4             | 7             | 15            | 21   | 81   | 0.26  | 2028        | 2463        | 0.82        |

Źródło: PLS 1. Liga
Punktacja: 3:0 i 3:1 – 3 pkt; 3:2 – 2 pkt; 2:3 – 1 pkt; 1:3 i 0:3 – 0 pkt
Zasady ustalania kolejności: 1. liczba punktów; 2. stosunek setów; 3. stosunek małych punktów; 4. bilans w bezpośrednich meczach
     faza play-off
     spadek do II ligi

#### Tabela wyników
| Gospodarz \ Gość1          | KRA | ANI | ŚWI | BAS | BYD | RAD | BIE | KLU | SIE | CHE | TMA | MJA | NS  | SUL | SMS |
| -------------------------- | --- | --- | --- | --- | --- | --- | --- | --- | --- | --- | --- | --- | --- | --- | --- |
| AZS AGH Kraków             | -   | 3:2 | 0:3 | 1:3 | 1:3 | 0:3 | 0:3 | 3:2 | 3:0 | 1:3 | 0:3 | 1:3 | 3:0 | 3:2 | 3:1 |
| Anioły Toruń               | 0:3 | -   | 3:2 | 2:3 | 2:3 | 3:2 | 3:2 | 1:3 | 3:1 | 2:3 | 2:3 | 0:3 | 3:1 | 3:0 | 3:0 |
| Avia Świdnik               | 3:0 | 3:1 | -   | 3:0 | 0:3 | 3:1 | 3:2 | 3:2 | 0:3 | 1:3 | 1:3 | 3:1 | 1:3 | 3:0 | 3:0 |
| BAS Białystok              | 3:2 | 3:1 | 0:3 | -   | 2:3 | 1:3 | 3:1 | 1:3 | 3:2 | 2:3 | 0:3 | 0:3 | 2:3 | 3:0 | 3:0 |
| BKS Visła Bydgoszcz        | 3:2 | 3:0 | 3:0 | 1:3 | -   | 3:1 | 1:3 | 3:0 | 1:3 | 1:3 | 3:2 | 3:0 | 1:3 | 3:0 | 3:0 |
| Czarni Radom               | 3:0 | 3:0 | 3:0 | 3:0 | 3:2 | -   | 3:2 | 3:1 | 3:1 | 1:3 | 0:3 | 3:0 | 3:0 | 3:0 | 3:0 |
| BBTS Bielsko-Biała         | 0:3 | 3:0 | 3:2 | 3:1 | 3:0 | 3:2 | -   | 3:1 | 1:3 | 0:3 | 1:3 | 3:0 | 3:2 | 3:0 | 3:0 |
| KKS Mickiewicz Kluczbork   | 3:1 | 1:3 | 3:2 | 3:0 | 3:1 | 3:1 | 0:3 | -   | 3:1 | 0:3 | 3:1 | 3:0 | 3:0 | 3:2 | 3:0 |
| KPS Siedlce                | 3:1 | 3:1 | 3:0 | 3:1 | 3:2 | 3:2 | 1:3 | 3:0 | -   | 0:3 | 1:3 | 1:3 | 1:3 | 3:0 | 3:1 |
| ChKS Chełm                 | 3:0 | 3:2 | 3:0 | 3:1 | 3:0 | 3:1 | 3:0 | 0:3 | 3:0 | -   | 3:1 | 3:0 | 3:0 | 3:2 | 3:0 |
| Lechia Tomaszów Mazowiecki | 3:0 | 3:1 | 1:3 | 2:3 | 2:3 | 1:3 | 3:2 | 3:0 | 0:3 | 3:0 | -   | 1:3 | 3:1 | 3:0 | 3:0 |
| MCKiS Jaworzno             | 3:2 | 0:3 | 2:3 | 3:0 | 3:2 | 3:2 | 1:3 | 3:1 | 2:3 | 0:3 | 3:0 | -   | 3:2 | 3:0 | 3:0 |
| MKST Astra Nowa Sól        | 3:1 | 2:3 | 3:1 | 3:0 | 0:3 | 2:3 | 1:3 | 3:0 | 1:3 | 0:3 | 2:3 | 2:3 | -   | 3:1 | 3:0 |
| STS Olimpia Sulęcin        | 0:3 | 1:3 | 2:3 | 1:3 | 3:2 | 1:3 | 3:1 | 1:3 | 0:3 | 1:3 | 0:3 | 0:3 | 0:3 | -   | 1:3 |
| SMS PZPS Spała             | 1:3 | 0:3 | 3:2 | 1:3 | 0:3 | 3:0 | 0:3 | 0:3 | 0:3 | 0:3 | 0:3 | 2:3 | 0:3 | 3:0 | -   |

Źródło: siatka.org (pol.)
1 Drużyna gospodarzy jest wymieniona po lewej stronie tabeli.
Kolory:
  zwycięstwo gospodarzy 3:0 lub 3:1
  zwycięstwo gospodarzy 3:2
  zwycięstwo gości 3:0 lub 3:1
  zwycięstwo gości 3:2

#### Wyniki spotkań
| Data        | Gospodarz                  | Rezultat                                | Gość                       |
| ----------- | -------------------------- | --------------------------------------- | -------------------------- |
| 1. kolejka  |                            |                                         |                            |
| 12.09.2024  | KKS Mickiewicz Kluczbork   | 3:2 (21:25, 25:21, 25:16, 22:25, 16:14) | Olimpia Sulęcin            |
| 14.09.2024  | MKST Astra Nowa Sól        | 1:3 (21:25, 25:22, 21:25, 26:28)        | BBTS Bielsko-Biała         |
| 14.09.2024  | Anioły Toruń               | 2:3 (18:25, 25:23, 25:17, 27:29, 13:15) | BAS Białystok              |
| 14.09.2024  | Avia Świdnik               | 3:1 (18:25, 25:23, 25:18, 25:20)        | MCKiS Jaworzno             |
| 14.09.2024  | Lechia Tomaszów Mazowiecki | 0:3 (22:25, 20:25, 23:25)               | KPS Siedlce                |
| 15.09.2024  | ChKS Chełm                 | 3:0 (25:21, 25:14, 25:23)               | AZS AGH Kraków             |
| 22.10.2024  | BKS Visła Bydgoszcz        | 3:0 (25:16, 25:15, 25:20)               | SMS PZPS Spała             |
| 14.09.2024  | Czarni Radom               | pauza                                   |                            |
| 2. kolejka  |                            |                                         |                            |
| 19.09.2024  | Czarni Radom               | 3:2 (25:21, 21:25, 25:16, 22:25, 15:12) | BKS Visła Bydgoszcz        |
| 21.09.2024  | KPS Siedlce                | 3:1 (25:21, 25:21, 20:25, 25:23)        | Anioły Toruń               |
| 21.09.2024  | Olimpia Sulęcin            | 0:3 (22:25, 17:25, 27:29)               | Lechia Tomaszów Mazowiecki |
| 21.09.2024  | AZS AGH Kraków             | 0:3 (21:25, 16:25, 23:25)               | Avia Świdnik               |
| 21.09.2024  | SMS PZPS Spała             | 0:3 (15:25, 16:25, 18:25)               | ChKS Chełm                 |
| 22.09.2024  | MCKiS Jaworzno             | 3:1 (18:25, 25:20, 25:15, 27:25)        | KKS Mickiewicz Kluczbork   |
| 13.11.2024  | MKST Astra Nowa Sól        | 3:0 (25:17, 25:18, 25:18)               | BAS Białystok              |
| 21.09.2024  | BBTS Bielsko-Biała         | pauza                                   |                            |
| 3. kolejka  |                            |                                         |                            |
| 26.09.2024  | ChKS Chełm                 | 3:1 (25:17, 21:25, 25:22, 25:15)        | Czarni Radom               |
| 27.09.2024  | BKS Visła Bydgoszcz        | 1:3 (21:25, 30:28, 21:25, 20:25)        | BBTS Bielsko-Biała         |
| 27.09.2024  | KKS Mickiewicz Kluczbork   | 3:1 (25:20, 23:25, 25:17, 25:18)        | AZS AGH Kraków             |
| 28.09.2024  | Avia Świdnik               | 3:0 (35:33, 25:20, 25:23)               | SMS PZPS Spała             |
| 28.09.2024  | Lechia Tomaszów Mazowiecki | 1:3 (28:30, 20:25, 25:22, 24:26)        | MCKiS Jaworzno             |
| 28.09.2024  | BAS Białystok              | 3:2 (23:25, 25:21, 25:23, 23:25, 15:13) | KPS Siedlce                |
| 29.09.2024  | Anioły Toruń               | 3:0 (25:19, 25:19, 25:16)               | Olimpia Sulęcin            |
| 28.09.2024  | MKST Astra Nowa Sól        | pauza                                   |                            |
| 4. kolejka  |                            |                                         |                            |
| 03.10.2024  | ChKS Chełm                 | 3:0 (25:21, 26:24, 25:15)               | BBTS Bielsko-Biała         |
| 03.10.2024  | MCKiS Jaworzno             | 0:3 (18:25, 20:25, 31:33)               | Anioły Toruń               |
| 05.10.2024  | MKST Astra Nowa Sól        | 1:3 (13:25, 21:25, 26:24, 14:25)        | KPS Siedlce                |
| 05.10.2024  | Olimpia Sulęcin            | 1:3 (14:25, 25:23, 21:25, 19:25)        | BAS Białystok              |
| 05.10.2024  | AZS AGH Kraków             | 0:3 (18:25, 21:25, 21:25)               | Lechia Tomaszów Mazowiecki |
| 05.10.2024  | SMS PZPS Spała             | 0:3 (16:25, 22:25, 18:25)               | KKS Mickiewicz Kluczbork   |
| 05.10.2024  | Avia Świdnik               | 3:1 (28:30, 25:23, 25:22, 25:22)        | Czarni Radom               |
| 05.10.2024  | BKS Visła Bydgoszcz        | pauza                                   |                            |
| 5. kolejka  |                            |                                         |                            |
| 10.10.2024  | Avia Świdnik               | 3:2 (25:20, 20:25, 25:18, 25:27, 15:12) | BBTS Bielsko-Biała         |
| 12.10.2024  | BKS Visła Bydgoszcz        | 0:3 (21:25, 18:25, 23:25)               | MKST Astra Nowa Sól        |
| 12.10.2024  | KKS Mickiewicz Kluczbork   | 3:1 (25:17, 21:25, 25:21, 25:23)        | Czarni Radom               |
| 12.10.2024  | Lechia Tomaszów Mazowiecki | 3:0 (25:17, 25:22, 27:25)               | SMS PZPS Spała             |
| 12.10.2024  | Anioły Toruń               | 0:3 (17:25, 22:25, 17:25)               | AZS AGH Kraków             |
| 12.10.2024  | BAS Białystok              | 0:3 (21:25, 20:25, 24:26)               | MCKiS Jaworzno             |
| 12.10.2024  | KPS Siedlce                | 3:0 (25:22, 25:18, 25:12)               | Olimpia Sulęcin            |
| 12.10.2024  | ChKS Chełm                 | pauza                                   |                            |
| 6. kolejka  |                            |                                         |                            |
| 17.10.2024  | MKST Astra Nowa Sól        | 3:1 (25:20, 21:25, 25:17, 25:22)        | Olimpia Sulęcin            |
| 19.10.2024  | KKS Mickiewicz Kluczbork   | 0:3 (21:25, 26:28, 20:25)               | BBTS Bielsko-Biała         |
| 19.10.2024  | MCKIS Jaworzno             | 2:3 (25:22, 25:19, 21:25, 23:25, 13:15) | KPS Siedlce                |
| 19.10.2024  | AZS AGH Kraków             | 1:3 (29:27, 21:25, 20:25, 22:25)        | BAS Białystok              |
| 19.10.2024  | SMS PZPS Spała             | 0:3 (21:25, 25:27, 12:25)               | Anioły Toruń               |
| 19.10.2024  | BKS Visła Bydgoszcz        | 1:3 (21:25, 31:33, 25:12, 18:25)        | ChKS Chełm                 |
| 20.10.2024  | Czarni Radom               | 0:3 (21:25, 22:25, 21:25)               | Lechia Tomaszów Mazowiecki |
| 19.10.2024  | Avia Świdnik               | pauza                                   |                            |
| 7. kolejka  |                            |                                         |                            |
| 24.10.2024  | Anioły Toruń               | 3:2 (25:15, 27:29, 13:25, 25:22, 15:12) | Czarni Radom               |
| 26.10.2024  | SMS PZPS Spała             | 1:3 (25:21, 15:25, 23:25, 21:25)        | BAS Białystok              |
| 26.10.2024  | KPS Siedlce                | 3:1 (25:14, 27:29, 25:20, 25:19)        | AZS AGH Kraków             |
| 26.10.2024  | Olimpia Sulęcin            | 0:3 (20:25, 23:25, 28:30)               | MCKIS Jaworzno             |
| 26.10.2024  | ChKS Chełm                 | 3:0 (25:15, 25:19, 25:15)               | MKST Astra Nowa Sól        |
| 26.10.2024  | Avia Świdnik               | 0:3 (20:25, 22:25, 17:25)               | BKS Visła Bydgoszcz        |
| 26.10.2024  | Lechia Tomaszów Mazowiecki | 3:2 (17:25, 25:23, 23:25, 25:21, 15:10) | BBTS Bielsko-Biała         |
| 26.10.2024  | KKS Mickiewicz Kluczbork   | pauza                                   |                            |
| 8. kolejka  |                            |                                         |                            |
| 31.10.2024  | BKS Visła Bydgoszcz        | 3:0 (25:23, 25:16, 25:22)               | KKS Mickiewicz Kluczbork   |
| 02.11.2024  | MKST Astra Nowa Sól        | 2:3 (25:19, 25:19, 22:25, 20:25, 10:15) | MCKiS Jaworzno             |
| 02.11.2024  | AZS AGH Kraków             | 3:2 (23:25, 24:26, 25:19, 25:14, 15:11) | Olimpia Sulęcin            |
| 02.11.2024  | Czarni Radom               | 3:0 (25:20, 25:19, 25:19)               | BAS Białystok              |
| 02.11.2024  | ChKS Chełm                 | 3:0 (25:15, 25:16, 25:22)               | Avia Świdnik               |
| 02.11.2024  | BBTS Bielsko-Biała         | 3:0 (25:22, 25:17, 28:26)               | Anioły Toruń               |
| 19.11.2024  | SMS PZPS Spała             | 0:3 (19:25, 19:25, 22:25)               | KPS Siedlce                |
| 02.11.2024  | Lechia Tomaszów Mazowiecki | pauza                                   |                            |
| 9. kolejka  |                            |                                         |                            |
| 07.11.2024  | MCKiS Jaworzno             | 3:2 (22:25, 25:22, 25:15, 20:25, 16:14) | AZS AGH Kraków             |
| 09.11.2024  | Lechia Tomaszów Mazowiecki | 2:3 (25:22, 25:22, 21:25, 20:25, 15:17) | BKS Visła Bydgoszcz        |
| 09.11.2024  | KKS Mickiewicz Kluczbork   | 0:3 (20:25, 19:25, 20:25)               | ChKS Chełm                 |
| 09.11.2024  | KPS Siedlce                | 3:2 (23:25, 29:27, 23:25, 25:21, 15:13) | Czarni Radom               |
| 09.11.2024  | Olimpia Sulęcin            | 1:3 (22:25, 25:21, 22:25, 23:25)        | SMS PZPS Spała             |
| 09.11.2024  | Avia Świdnik               | 1:3 (25:19, 22:25, 19:25, 21:25)        | MKST Astra Nowa Sól        |
| 09.11.2024  | BAS Białystok              | 3:1 (25:20, 25:19, 37:39, 25:23)        | BBTS Bielsko-Biała         |
| 09.11.2024  | Anioły Toruń               | pauza                                   |                            |
| 10. kolejka |                            |                                         |                            |
| 14.11.2024  | BBTS Bielsko-Biała         | 1:3 (20:25, 22:25, 25:20, 25:27)        | KPS Siedlce                |
| 16.11.2024  | MKST Astra Nowa Sól        | 3:1 (30:28, 25:21, 22:25, 25:17)        | AZS AGH Kraków             |
| 16.11.2024  | SMS PZPS Spała             | 2:3 (20:25, 25:21, 26:28, 25:17, 13:15) | MCKiS Jaworzno             |
| 16.11.2024  | BKS Visła Bydgoszcz        | 3:0 (25:19, 25:17, 26:24)               | Anioły Toruń               |
| 16.11.2024  | Avia Świdnik               | 3:2 (20:25, 16:25, 25:22, 25:22, 15:10) | KKS Mickiewicz Kluczbork   |
| 16.11.2024  | Czarni Radom               | 3:0 (25:23, 25:14, 25:20)               | Olimpia Sulęcin            |
| 16.11.2024  | ChKS Chełm                 | 3:1 (25:16, 25:15, 23:25, 25:21)        | Lechia Tomaszów Mazowiecki |
| 16.11.2024  | BAS Białystok              | pauza                                   |                            |
| 11. kolejka |                            |                                         |                            |
| 21.11.2024  | BAS Białystok              | 2:3 (25:22, 22:25, 20:25, 25:22, 12:15) | BKS Visła Bydgoszcz        |
| 23.11.2024  | KKS Mickiewicz Kluczbork   | 3:0 (26:24, 25:23, 25:20)               | MKST Astra Nowa Sól        |
| 23.11.2024  | Lechia Tomaszów Mazowiecki | 1:3 (18:25, 19:25, 25:22, 21:25)        | Avia Świdnik               |
| 23.11.2024  | Anioły Toruń               | 2:3 (18:25, 25:18, 25:21, 20:25, 12:15) | ChKS Chełm                 |
| 23.11.2024  | Olimpia Sulęcin            | 3:1 (22:25, 31:29, 25:21, 27:25)        | BBTS Bielsko-Biała         |
| 23.11.2024  | MCKiS Jaworzno             | 3:2 (23:25, 25:20, 25:16, 22:25, 16:14) | Czarni Radom               |
| 23.11.2024  | AZS AGH Kraków             | 3:1 (28:30, 25:18, 25:20, 27:25)        | SMS PZPS Spała             |
| 23.11.2024  | KPS Siedlce                | pauza                                   |                            |
| 12. kolejka |                            |                                         |                            |
| 28.11.2024  | Czarni Radom               | 3:0 (25:16, 25:17, 25:22)               | AZS AGH Kraków             |
| 29.11.2024  | BKS Visła Bydgoszcz        | 1:3 (20:25, 36:38, 25:17, 25:27)        | KPS Siedlce                |
| 30.11.2024  | BBTS Bielsko-Biała         | 3:0 (25:22, 25:16, 25:23)               | MCKiS Jaworzno             |
| 30.11.2024  | Avia Świdnik               | 3:1 (25:20, 24:26, 29:27, 25:21)        | Anioły Toruń               |
| 30.11.2024  | KKS Mickiewicz Kluczbork   | 3:1 (29:27, 25:16, 23:25, 25:18)        | Lechia Tomaszów Mazowiecki |
| 30.11.2024  | MKST Astra Nowa Sól        | 3:0 (25:17, 26:24, 25:16)               | SMS PZPS Spała             |
| 30.11.2024  | ChKS Chełm                 | 3:1 (23:25, 25:21, 25:23, 25:16)        | BAS Białystok              |
| 30.11.2024  | Olimpia Sulęcin            | pauza                                   |                            |
| 13. kolejka |                            |                                         |                            |
| 05.12.2024  | BAS Białystok              | 0:3 (19:25, 21:25, 19:25)               | Avia Świdnik               |
| 06.12.2024  | KPS Siedlce                | 0:3 (25:27, 23:25, 22:25)               | ChKS Chełm                 |
| 06.12.2024  | SMS PZPS Spała             | 3:0 (25:21, 25:23, 25:22)               | Czarni Radom               |
| 07.12.2024  | Anioły Toruń               | 1:3 (28:26, 18:25, 23:25, 17:25)        | KKS Mickiewicz Kluczbork   |
| 07.12.2024  | Lechia Tomaszów Mazowiecki | 3:1 (25:18, 22:25, 25:16, 25:20)        | MKST Astra Nowa Sól        |
| 07.12.2024  | Olimpia Sulęcin            | 3:2 (25:21, 21:25, 21:25, 25:21, 15:12) | BKS Visła Bydgoszcz        |
| 07.12.2024  | AZS AGH Kraków             | 0:3 (17:25, 15:25, 22:25)               | BBTS Bielsko-Biała         |
| 07.12.2024  | MCKiS Jaworzno             | pauza                                   |                            |
| 14. kolejka |                            |                                         |                            |
| 12.12.2024  | Lechia Tomaszów Mazowiecki | 3:1 (25:27, 25:22, 25:22, 25:22)        | Anioły Toruń               |
| 13.12.2024  | MKST Astra Nowa Sól        | 2:3 (25:18, 13:25, 20:25, 25:21, 13:15) | Czarni Radom               |
| 14.12.2024  | BBTS Bielsko-Biała         | 3:0 (25:15, 25:16, 25:13)               | SMS PZPS Spała             |
| 14.12.2024  | BKS Visła Bydgoszcz        | 3:0 (25:16, 25:20, 25:15)               | MCKiS Jaworzno             |
| 14.12.2024  | ChKS Chełm                 | 3:2 (23:25, 23:25, 25:9, 25:22, 15:10)  | Olimpia Sulęcin            |
| 14.12.2024  | Avia Świdnik               | 0:3 (23:25, 17:25, 22:25)               | KPS Siedlce                |
| 14.12.2024  | KKS Mickiewicz Kluczbork   | 3:0 (25:17, 25:16, 25:22)               | BAS Białystok              |
| 14.12.2024  | AZS AGH Kraków             | pauza                                   |                            |
| 15. kolejka |                            |                                         |                            |
| 19.12.2024  | AZS AGH Kraków             | 1:3 (20:25, 25:21, 22:25, 16:25)        | BKS Visła Bydgoszcz        |
| 20.12.2024  | Olimpia Sulęcin            | 2:3 (22:25, 22:25, 25:23, 25:18, 9:15)  | Avia Świdnik               |
| 21.12.2024  | Anioły Toruń               | 3:1 (25:23, 25:18, 18:25, 25:23)        | MKST Astra Nowa Sól        |
| 21.12.2024  | MCKiS Jaworzno             | 0:3 (21:25, 18:25, 20:25)               | ChKS Chełm                 |
| 21.12.2024  | BAS Białystok              | 0:3 (20:25, 19:25, 20:25)               | Lechia Tomaszów Mazowiecki |
| 21.12.2024  | KPS Siedlce                | 3:0 (25:17, 25:20, 25:17)               | KKS Mickiewicz Kluczbork   |
| 21.12.2024  | BBTS Bielsko-Biała         | 3:2 (23:25, 13:25, 25:16, 25:17, 15:13) | Czarni Radom               |
| 21.12.2024  | SMS PZPS Spała             | pauza                                   |                            |
| 16. kolejka |                            |                                         |                            |
| 03.10.2024  | SMS PZPS Spała             | 0:3 (20:25, 18:25, 27:29)               | BKS Visła Bydgoszcz        |
| 28.12.2024  | AZS AGH Kraków             | 1:3 (20:25, 20:25, 27:25, 23:25)        | ChhKS Chełm                |
| 28.12.2024  | Olimpia Sulęcin            | 1:3 (25:18, 18:25, 22:25, 19:25)        | KKS Mickiewicz Kluczbork   |
| 29.12.2024  | BBTS Bielsko-Biała         | 3:2 (25:17, 25:16, 19:25, 23:25, 15:12) | MKST Astra Nowa Sól        |
| 28.01.2025  | MCKiS Jaworzno             | 2:3 (26:28, 25:23, 25:17, 23:25, 12:15) | Avia Świdnik               |
| 06.02.2025  | BAS Białystok              | 3:1 (25:15, 25:22, 23:25, 25:22)        | Anioły Toruń               |
| 14.02.2025  | KPS Siedlce                | 1:3 (25:14, 15:25, 19:25, 17:25)        | Lechia Tomaszów Mazowiecki |
| 28.12.2024  | Czarni Radom               | pauza                                   |                            |
| 17. kolejka |                            |                                         |                            |
| 02.01.2025  | Anioły Toruń               | 3:1 (25:21, 22:25, 25:21, 25:22)        | KPS Siedlce                |
| 04.01.2025  | BAS Białystok              | 2:3 (25:19, 20:25, 25:18, 24:26, 14:16) | MKST Astra Nowa Sól        |
| 04.01.2025  | Lechia Tomaszów Mazowiecki | 3:0 (25:19, 25:21, 25:15)               | Olimpia Sulęcin            |
| 04.01.2025  | Avia Świdnik               | 3:0 (25:19, 25:20, 26:24)               | AZS AGH Kraków             |
| 04.01.2025  | BKS Visła Bydgoszcz        | 3:1 (21:25, 26:24, 25:19, 25:20)        | Czarni Radom               |
| 05.01.2025  | ChKS Chełm                 | 3:0 (25:22, 29:27, 25:18)               | SMS PZPS Spała             |
| 19.03.2025  | KKS Mickiewicz Kluczbork   | 3:0 (25:19, 25:21, 25:16)               | MCKiS Jaworzno             |
| 04.01.2025  | BBTS Bielsko-Biała         | pauza                                   |                            |
| 18. kolejka |                            |                                         |                            |
| 09.01.2025  | BBTS Bielsko-Biała         | 3:0 (25:12, 25:22, 25:22)               | BKS Visła Bydgoszcz        |
| 09.01.2025  | Czarni Radom               | 1:3 (25:22, 23:25, 19:25, 21:25)        | ChKS Chełm                 |
| 10.01.2025  | SMS PZPS Spała             | 3:2 (25:19, 19:25, 16:25, 25:23, 15:12) | Avia Świdnik               |
| 11.01.2025  | MCKiS Jaworzno             | 3:0 (25:22, 25:19, 25:20)               | Lechia Tomaszów Mazowiecki |
| 11.01.2025  | AZS AGH Kraków             | 3:2 (22:25, 21:25, 25:23, 25:22, 15:11) | KKS Mickiewicz Kluczbork   |
| 11.01.2025  | KPS Siedlce                | 3:1 (25:21, 25:18, 19:25, 26:24)        | BAS Białystok              |
| 20.02.2025  | Olimpia Sulęcin            | 1:3 (25:27, 26:24, 19:25, 21:25)        | Anioły Toruń               |
| 11.01.2025  | MKST Astra Nowa Sól        | pauza                                   |                            |
| 19. kolejka |                            |                                         |                            |
| 16.01.2025  | BBTS Bielsko-Biała         | 0:3 (27:29, 22:25, 20:25)               | ChKS Chełm                 |
| 17.01.2025  | Lechia Tomaszów Mazowiecki | 3:0 (25:22, 25:20, 25:22)               | AZS AGH Kraków             |
| 18.01.2025  | Anioły Toruń               | 0:3 (24:26, 17:25, 22:25)               | MCKiS Jaworzno             |
| 18.01.2025  | KPS Siedlce                | 1:3 (21:25, 14:25, 25:18, 23:25)        | MKST Astra Nowa Sól        |
| 18.01.2025  | BAS Białystok              | 3:0 (25:18, 25:19, 25:22)               | Olimpia Sulęcin            |
| 18.01.2025  | KKS Mickiewicz Kluczbork   | 3:0 (25:15, 25:20, 25:13)               | SMS PZPS Spała             |
| 18.01.2025  | Czarni Radom               | 3:0 (25:22, 25:16, 25:19)               | Avia Świdnik               |
| 18.01.2025  | BKS Visła Bydgoszcz        | pauza                                   |                            |
| 20. kolejka |                            |                                         |                            |
| 25.01.2025  | MCKiS Jaworzno             | 3:0 (25:19, 25:21, 25:21)               | BAS Białystok              |
| 25.01.2025  | BKS Visła Bydgoszcz        | 1:3 (25:20, 23:25, 23:25, 25:27)        | MKST Astra Nowa Sól        |
| 25.01.2025  | AZS AGH Kraków             | 3:2 (23:25, 18:25, 25:22, 25:17, 15:13) | Anioły Toruń               |
| 25.01.2025  | Olimpia Sulęcin            | 0:3 (18:25, 11:25, 19:25)               | KPS Siedlce                |
| 26.01.2025  | BBTS Bielsko-Biała         | 3:2 (20:25, 22:25, 25:23, 25:17, 15:13) | Avia Świdnik               |
| 06.02.2025  | Czarni Radom               | 3:1 (25:18, 14:25, 25:22, 25:18)        | KKS Mickiewicz Kluczbork   |
| 19.03.2025  | SMS PZPS Spała             | 0:3 (16:25, 11:25, 17:25)               | Lechia Tomaszów Mazowiecki |
| 25.01.2025  | ChKS Chełm                 | pauza                                   |                            |
| 21. kolejka |                            |                                         |                            |
| 30.01.2025  | ChKS Chełm                 | 3:0 (25:22, 25:20, 25:23)               | BKS Visła Bydgoszcz        |
| 31.01.2025  | BBTS Bielsko-Biała         | 3:1 (25:27, 25:23, 25:17, 25:14)        | KKS Mickiewicz Kluczbork   |
| 01.02.2025  | Anioły Toruń               | 3:0 (25:22, 25:21, 25:20)               | SMS PZPS Spała             |
| 01.02.2025  | Olimpia Sulęcin            | 0:3 (22:25, 15:25, 18:25)               | MKST Astra Nowa Sól        |
| 01.02.2025  | KPS Siedlce                | 1:3 (25:27, 21:25, 26:24, 18:25)        | MCKiS Jaworzno             |
| 01.02.2025  | BAS Białystok              | 3:2 (25:23, 27:25, 22:25, 21:25, 15:9)  | AZS AGH Kraków             |
| 01.02.2025  | Lechia Tomaszów Mazowiecki | 1:3 (25:19, 22:25, 18:25, 20:25)        | Czarni Radom               |
| 01.02.2025  | Avia Świdnik               | pauza                                   |                            |
| 22. kolejka |                            |                                         |                            |
| 22.01.2025  | BBTS Bielsko-Biała         | 1:3 (25:22, 23:25, 26:28, 20:25)        | Lechia Tomaszów Mazowiecki |
| 06.02.2025  | AZS AGH Kraków             | 3:0 (25:22, 25:16, 25:20)               | KPS Siedlce                |
| 06.02.2025  | BKS Visła Bydgoszcz        | 3:0 (25:21, 25:20, 25:21)               | Avia Świdnik               |
| 08.02.2025  | MCKiS Jaworzno             | 3:0 (25:17, 25:18, 25:11)               | Olimpia Sulęcin            |
| 08.02.2025  | MKST Astra Nowa Sól        | 0:3 (19:25, 28:30, 18:25)               | ChKS Chełm                 |
| 09.02.2025  | Czarni Radom               | 3:0 (25:22, 25:17, 25:19)               | Anioły Toruń               |
| 26.02.2025  | BAS Białystok              | 3:0 (25:15, 25:21, 25:21)               | SMS PZPS Spała             |
| 08.02.2025  | KKS Mickiewicz Kluczbork   | pauza                                   |                            |
| 23. kolejka |                            |                                         |                            |
| 13.02.2025  | Avia Świdnik               | 1:3 (19:25, 25:23, 20:25, 18:25)        | ChKS Chełm                 |
| 14.02.2025  | MCKiS Jaworzno             | 3:2 (25:23, 25:20, 23:25, 20:25, 16:14) | MKST Astra Nowa Sól        |
| 15.02.2025  | Anioły Toruń               | 3:2 (26:24, 21:25, 25:22, 15:25, 15:13) | BBTS Bielsko-Biała         |
| 15.02.2025  | Olimpia Sulęcin            | 0:3 (22:25, 22:25, 21:25)               | AZS AGH Kraków             |
| 15.02.2025  | BAS Białystok              | 1:3 (17:25, 25:17, 21:25, 20:25)        | Czarni Radom               |
| 15.02.2025  | KKS Mickiewicz Kluczbork   | 3:1 (25:18, 20:25, 25:20, 25:14)        | BKS Visła Bydgoszcz        |
| 16.02.2025  | KPS Siedlce                | 3:1 (25:17, 25:16, 21:25, 25:9)         | SMS PZPS Spała             |
| 15.02.2025  | Lechia Tomaszów Mazowiecki | pauza                                   |                            |
| 24. kolejka |                            |                                         |                            |
| 20.02.2025  | BBTS Bielsko-Biała         | 3:1 (21:25, 25:16, 25:20, 25:21)        | BAS Białystok              |
| 22.02.2025  | MKST Astra Nowa Sól        | 3:1 (25:21, 16:25, 25:20, 25:22)        | Avia Świdnik               |
| 22.02.2025  | ChKS Chełm                 | 0:3 (19:25, 15:25, 23:25)               | KKS Mickiewicz Kluczbork   |
| 22.02.2025  | BKS Visła Bydgoszcz        | 3:2 (17:25, 23:25, 25:23, 25:15, 15:11) | Lechia Tomaszów Mazowiecki |
| 22.02.2025  | Czarni Radom               | 3:1 (25:15, 24:26, 25:20, 25:16)        | KPS Siedlce                |
| 22.02.2025  | AZS AGH Kraków             | 1:3 (20:25, 19:25, 25:15, 16:25)        | MCKiS Jaworzno             |
| 16.03.2025  | SMS PZPS Spała             | 3:0 (25:14, 25:16, 25:22)               | Olimpia Sulęcin            |
| 22.02.2025  | Anioły Toruń               | pauza                                   |                            |
| 25. kolejka |                            |                                         |                            |
| 26.02.2025  | Anioły Toruń               | 2:3 (21:25, 25:22, 25:23, 17:25, 13:15) | BKS Visła Bydgoszcz        |
| 01.03.2025  | MCKiS Jaworzno             | 3:0 (25:17, 25:15, 25:16)               | SMS PZPS Spała             |
| 01.03.2025  | AZS AGH Kraków             | 3:0 (25:22, 25:23, 25:17)               | Astra Nowa Sól             |
| 01.03.2025  | KPS Siedlce                | 1:3 (20:25, 23:25, 25:19, 20:25)        | BBTS Bielsko-Biała         |
| 01.03.2025  | Lechia Tomaszów Mazowiecki | 3:0 (25:19, 25:20, 25:22)               | ChKS Chełm                 |
| 01.03.2025  | KKS Mickiewicz Kluczbork   | 3:2 (21:25, 25:17, 29:27, 33:35, 15:12) | Avia Świdnik               |
| 02.03.2025  | Olimpia Sulęcin            | 1:3 (16:25, 20:25, 25:23, 17:25)        | Czarni Radom               |
| 01.03.2025  | BAS Białystok              | pauza                                   |                            |
| 26. kolejka |                            |                                         |                            |
| 06.03.2025  | BBTS Bielsko-Biała         | 3:0 (25:13, 25:17, 25:17)               | Olimpia Sulęcin            |
| 07.03.2025  | BKS Visła Bydgoszcz        | 1:3 (25:17, 22:25, 18:25, 18:25)        | BAS Białystok              |
| 08.03.2025  | MKST Astra Nowa Sól        | 3:0 (25:19, 25:19, 25:17)               | KKS Mickiewicz Kluczbork   |
| 08.03.2025  | Avia Świdnik               | 1:3 (23:25, 19:25, 25:14, 19:25)        | Lechia Tomaszów Mazowiecki |
| 08.03.2025  | Czarni Radom               | 3:0 (25:19, 25:18, 25:23)               | MCKiS Jaworzno             |
| 09.03.2025  | ChKS Chełm                 | 3:2 (22:25, 26:28, 25:11, 25:19, 15:13) | Anioły Toruń               |
| 27.03.2025  | SMS PZPS Spała             | 1:3 (25:18, 21:25, 16:25, 24:26)        | AZS AGH Kraków             |
| 08.03.2025  | KPS Siedlce                | pauza                                   |                            |
| 27. kolejka |                            |                                         |                            |
| 13.03.2025  | Lechia Tomaszów Mazowiecki | 3:0 (27:25, 25:22, 25:16)               | KKS Mickiewicz Kluczbork   |
| 15.03.2025  | MCKiS Jaworzno             | 1:3 (25:22, 22:25, 23:25, 22:25)        | BBTS Bielsko-Biała         |
| 15.03.2025  | Anioły Toruń               | 3:2 (25:17, 18:25, 25:22, 18:25, 15:11) | Avia Świdnik               |
| 15.03.2025  | SMS PZPS Spała             | 0:3 (19:25, 21:25, 21:25)               | MKST Astra Nowa Sól        |
| 15.03.2025  | AZS AGH Kraków             | 0:3 (22:25, 22:25, 22:25)               | Czarni Radom               |
| 15.03.2025  | KPS Siedlce                | 3:2 (23:25, 25:22, 25:22, 21:25, 17:15) | BKS Visła Bydgoszcz        |
| 15.03.2025  | BAS Białystok              | 2:3 (25:23, 25:20, 15:25, 20:25, 10:15) | ChKS Chełm                 |
| 15.03.2025  | Olimpia Sulęcin            | pauza                                   |                            |
| 28. kolejka |                            |                                         |                            |
| 21.03.2025  | BBTS Bielsko-Biała         | 0:3 (19:25, 22:25, 18:25)               | AZS AGH Kraków             |
| 22.03.2025  | MKST Astra Nowa Sól        | 2:3 (21:25, 22:25, 25:14, 25:13, 11:15) | Lechia Tomaszów Mazowiecki |
| 22.03.2025  | KKS Mickiewicz Kluczbork   | 1:3 (25:22, 21:25, 16:25, 28:30)        | Anioły Toruń               |
| 22.03.2025  | ChKS Chełm                 | 3:0 (25:18, 28:26, 25:22)               | KPS Siedlce                |
| 22.03.2025  | BKS Visła Bydgoszcz        | 3:0 (25:9, 25:17, 25:18)                | Olimpia Sulęcin            |
| 22.03.2025  | Czarni Radom               | 3:0 (25:17, 25:16, 25:13)               | SMS PZPS Spała             |
| 23.03.2025  | Avia Świdnik               | 3:0 (25:23, 25:16, 25:23)               | BAS Białystok              |
| 22.03.2025  | MCKiS Jaworzno             | pauza                                   |                            |
| 29. kolejka |                            |                                         |                            |
| 27.03.2025  | MCKiS Jaworzno             | 3:2 (25:27, 23:25, 25:23, 25:19, 15:13) | BKS Visła Bydgoszcz        |
| 27.03.2025  | Anioły Toruń               | 2:3 (25:9, 25:27, 22:25, 25:20, 8:15)   | Lechia Tomaszów Mazowiecki |
| 29.03.2025  | Olimpia Sulęcin            | 1:3 (19:25, 26:28, 29:27, 17:25)        | ChKS Chełm                 |
| 29.03.2025  | Czarni Radom               | 3:0 (25:12, 25:22, 25:22)               | MKST Astra Nowa Sól        |
| 29.03.2025  | SMS PZPS Spała             | 0:3 (20:25, 21:25, 17:25)               | BBTS Bielsko-Biała         |
| 29.03.2025  | KPS Siedlce                | 3:0 (29:27, 25:21, 25:22)               | Avia Świdnik               |
| 29.03.2025  | BAS Białystok              | 1:3 (23:25, 27:25, 18:25, 25:27)        | KKS Mickiewicz Kluczbork   |
| 29.03.2025  | AZS AGH Kraków             | pauza                                   |                            |
| 30. kolejka |                            |                                         |                            |
| 25.03.2025  | Czarni Radom               | 3:2 (21:25, 21:25, 25:21, 25:23, 18:16) | BBTS Bielsko-Biała         |
| 03.04.2025  | ChKS Chełm                 | 3:0 (25:23, 25:23, 25:20)               | MCKiS Jaworzno             |
| 04.04.2025  | BKS Visła Bydgoszcz        | 3:2 (20:25, 25:16, 25:16, 17:25, 15:11) | AZS AGH Kraków             |
| 05.04.2025  | MKST Astra Nowa Sól        | 2:3 (25:23, 21:25, 23:25, 25:23, 12:15) | Anioły Toruń               |
| 05.04.2025  | Lechia Tomaszów Mazowiecki | 2:3 (21:25, 21:25, 25:21, 25:23, 12:15) | BAS Białystok              |
| 05.04.2025  | KKS Mickiewicz Kluczbork   | 3:1 (25:19, 22:25, 25:23, 25:16)        | KPS Siedlce                |
| 05.04.2025  | Avia Świdnik               | 3:0 (25:19, 25:21, 25:16)               | Olimpia Sulęcin            |
| 05.04.2025  | SMS PZPS Spała             | pauza                                   |                            |

### Play-off

#### Ćwierćfinały
(do 2 zwycięstw)
| Data       | Drużyna 1                  | Wynik | Drużyna 2                  | Sety                              |
| ---------- | -------------------------- | ----- | -------------------------- | --------------------------------- |
| 10.04.2025 | ChKS Chełm                 | 2:3   | BKS Visła Bydgoszcz        | 22:25, 23:25, 25:10, 25:21, 13:15 |
| 13.04.2025 | BKS Visła Bydgoszcz        | 2:3   | ChKS Chełm                 | 23:25, 46:44, 22:25, 25:19, 10:15 |
| 17.04.2025 | ChKS Chełm                 | 3:1   | BKS Visła Bydgoszcz        | 25:15, 26:28, 25:21, 25:21        |
|            |                            |       |                            |                                   |
| 10.04.2025 | Lechia Tomaszów Mazowiecki | 1:3   | MCKiS Jaworzno             | 22:25, 25:18, 21:25, 18:25        |
| 13.04.2025 | MCKiS Jaworzno             | 0:3   | Lechia Tomaszów Mazowiecki | 23:25, 20:25, 22:25               |
| 17.04.2025 | Lechia Tomaszów Mazowiecki | 1:3   | MCKiS Jaworzno             | 30:28, 26:28, 15:25, 24:26        |
|            |                            |       |                            |                                   |
| 10.04.2025 | PIERROT Czarni Radom       | 3:1   | KKS Mickiewicz Kluczbork   | 23:25, 25:19, 25:22, 25:20        |
| 13.04.2025 | KKS Mickiewicz Kluczbork   | 3:2   | PIERROT Czarni Radom       | 25:19, 24:26, 25:23, 22:25, 15:11 |
| 17.04.2025 | PIERROT Czarni Radom       | 2:3   | KKS Mickiewicz Kluczbork   | 25:20, 17:25, 22:25, 25:17, 12:15 |
|            |                            |       |                            |                                   |
| 10.04.2025 | BBTS Bielsko-Biała         | 0:3   | KPS Siedlce                | 24:26, 16:25, 23:25               |
| 13.04.2025 | KPS Siedlce                | 2:3   | BBTS Bielsko-Biała         | 21:25, 25:15, 23:25, 25:23, 13:15 |
| 17.04.2025 | BBTS Bielsko-Biała         | 2:3   | KPS Siedlce                | 25:27, 23:25, 25:20, 25:23, 15:17 |

#### Półfinały
(do 2 zwycięstw)
| Data       | Drużyna 1                | Wynik | Drużyna 2                | Sety                              |
| ---------- | ------------------------ | ----- | ------------------------ | --------------------------------- |
| 22.04.2025 | ChKS Chełm               | 3:2   | KPS Siedlce              | 22:25, 18:25, 25:14, 25:17, 15:10 |
| 25.04.2025 | KPS Siedlce              | 0:3   | ChKS Chełm               | 14:25, 26:28, 22:25               |
|            |                          |       |                          |                                   |
| 22.04.2025 | KKS Mickiewicz Kluczbork | 3:0   | MCKiS Jaworzno           | 33:31, 25:8, 25:10                |
| 25.04.2025 | MCKiS Jaworzno           | 3:1   | KKS Mickiewicz Kluczbork | 25:19, 21:25, 25:23, 25:22        |
| 28.04.2025 | KKS Mickiewicz Kluczbork | 3:1   | MCKiS Jaworzno           | 16:25, 25:20, 25:21, 25:23        |

#### Mecze o 3. miejsce
(do 2 zwycięstw)
| Data       | Drużyna 1      | Wynik | Drużyna 2      | Sety                       |
| ---------- | -------------- | ----- | -------------- | -------------------------- |
| 02.05.2025 | KPS Siedlce    | 3:1   | MCKiS Jaworzno | 25:16, 18:25, 25:13, 25:21 |
| 05.05.2025 | MCKiS Jaworzno | 0:3   | KPS Siedlce    | 17:25, 16:25, 19:25        |

#### Finał
(do 3 zwycięstw)
| Data       | Drużyna 1                | Wynik | Drużyna 2                | Sety                       |
| ---------- | ------------------------ | ----- | ------------------------ | -------------------------- |
| 02.05.2025 | ChKS Chełm               | 3:0   | KKS Mickiewicz Kluczbork | 25:12, 25:22, 25:16        |
| 05.05.2025 | KKS Mickiewicz Kluczbork | 0:3   | ChKS Chełm               | 20:25, 20:25, 18:25        |
| 08.05.2025 | ChKS Chełm               | 3:1   | KKS Mickiewicz Kluczbork | 25:11, 22:25, 25:20, 25:18 |

## Klasyfikacja końcowa
| Lp. | Drużyna                    |
| --- | -------------------------- |
| 1   | ChKS Chełm                 |
| 2   | KKS Mickiewicz Kluczbork   |
| 3   | KPS Siedlce                |
| 4   | MCKiS Jaworzno             |
| 5   | Lechia Tomaszów Mazowiecki |
| 6   | Czarni Radom               |
| 7   | BBTS Bielsko-Biała         |
| 8   | BKS Visła Bydgoszcz        |
| 9   | Avia Świdnik               |
| 10  | MKST Astra Nowa Sól        |
| 11  | Anioły Toruń               |
| 12  | BAS Białystok              |
| 13  | AZS AGH Kraków             |
| 14  | SMS PZPS Spała             |
| 15  | STS Olimpia Sulęcin        |

     awans do PlusLigi
     spadek do II ligi

## Transfery[4]
| Pierrot Czarni Radom                  | Pierrot Czarni Radom                      | Pierrot Czarni Radom                           |
| zostają                               | przychodzą                                | odchodzą                                       |
| ------------------------------------- | ----------------------------------------- | ---------------------------------------------- |
| trener Krzysztof Michalski (I trener) | Raul Lozano (trener – koordynator)        | Vuk Todorović (Cuprum Gorzów Wlkp.)            |
|                                       | Bartłomiej Kluth (ZAKSA Kędzierzyn-Koźle) | Rafał Buszek (Skra Bełchatów)                  |
|                                       | Jan Siemiątkowski (Mickiewicz Kluczbork)  | Bartosz Gomułka (GKS Katowice)                 |
|                                       | Kamil Durski (SCMU Craiova)               | Brodie Hofer (Gioiella Prisma Taranto Volley ) |
|                                       | Bartosz Sławiński (KPS Siedlce)           | Igor Gniecki (VC Amstetten)                    |
|                                       | Marek Polok (MCKiS Jaworzno)              | Mateusz Kufka (Jastrzębski Węgiel)             |
|                                       | Mariusz Schamlewski (Warta Zawiercie)     | Michał Ostrowski (koniec kariery)              |
|                                       | Patryk Szymański (Krispol Września)       | Tomasz Piotrowski (Arka Chełm)                 |
|                                       | Paweł Filipowicz (Ślepsk Suwałki)         | Nikola Meljanac (Al-Hilal VC)                  |
|                                       | Paul Wyszynski (George Mason University)  | Wiktor Rajsner (Warta Zawiercie)               |
|                                       | Kristaps Smits (Lechia Tomaszów Maz.)     | Maciej Nowowsiak (ZAKSA Kędzierzyn-Koźle)      |
|                                       | Kajetan Tokajuk (AGH Kraków)              | Dominik Teklak (szuka klubu)                   |
|                                       | Jakub Rohnka (Mickiewicz Kluczbork)       | Konrad Formela (OFI Crete)                     |
|                                       | Jakub Serewis (SMS Szczyrk)               | trener Waldo Kantor (szuka klubu)              |
|                                       | Tomasz Kalembka (Warta Zawiercie)         |                                                |

| ChKS Chełm                      | ChKS Chełm                                    | ChKS Chełm                                      |
| zostają                         | przychodzą                                    | odchodzą                                        |
| ------------------------------- | --------------------------------------------- | ----------------------------------------------- |
| Kacper Gonciarz (rozgrywający)  | trener Krzysztof Andrzejewski (BAS Białystok) | trener Bartłomiej Rebzda (Lechia Tomaszów Maz.) |
| Paweł Rusin (przyjmujący)       | Jay Blankenau (Halkbank Ankara)               | Patryk Szwaradzki (MKS Będzin)                  |
| Łukasz Łapszyński (przyjmujący) | Łukasz Swodczyk (MKS Będzin)                  | Jakub Sadkowski (KPS Siedlce)                   |
| Mariusz Marcyniak (środkowy)    | Jędrzej Goss (BAS Białystok)                  | Damian Baran (szuka klubu)                      |
| Jakub Nowak (środkowy)          | Tomasz Piotrowski (Czarni Radom)              | Mariusz Magnuszewski (Mickiewicz Kluczbork)     |
|                                 | Bartosz Fijałek (BBTS Bielsko-Biała)          | Damian Dobosz (szuka klubu)                     |
|                                 | Jakub Olszewski (MKS Będzin)                  | Kajetan Kulik (Olimpia Sulęcin)                 |
|                                 | Maciej Janikowski (MKS Andrychów)             | Mikołaj Miszczuk (wypożyczenie – BAS Białystok) |
|                                 | Szymon Rakowski (Gwardia Wrocław)             | Maciej Sas (Olimpia Sulęcin)                    |
|                                 | Jakub Ziobrowski (Al Jazira Sport Club)       | Rafał Cabaj (koniec kariery)                    |

| BBTS Bielsko-Biała               | BBTS Bielsko-Biała                    | BBTS Bielsko-Biała                   |
| zostają                          | przychodzą                            | odchodzą                             |
| -------------------------------- | ------------------------------------- | ------------------------------------ |
| trener Sergii Kapelus (I trener) | Bartosz Pietruczuk (MKS Będzin)       | Bartosz Fijałek (Arka Chełm)         |
| Mateusz Zawalski (środkowy)      | Bartosz Kowalczyk (KPS Siedlce)       | Radosław Puczkowski (MCKiS Jaworzno) |
| Bartłomiej Zawalski (środkowy)   | Marcel Chmielewski (Gwardia Wrocław)  | Adrian Kopij (MKS Będzin)            |
| Szymon Romać (atakujący)         | Łukasz Lubaczewski (Gwardia Wrocław)  | Michał Prokopiuk (Krishome Września) |
| Kamil Dębski (przyjmujący)       | Mykola Kuts (AT Jastrzębskiego Węgla) | Marcel Pszczoła (szuka klubu)        |
| Wojciech Siek (środkowy)         |                                       |                                      |
| Szymon Janus (rozgrywający)      |                                       |                                      |
| Szymon Bereza (rozgrywający)     |                                       |                                      |
| Szymon Biniek (libero)           |                                       |                                      |
| Wojciech Szwed (przyjmujący)     |                                       |                                      |

| PZL Leonardo Avia Świdnik          | PZL Leonardo Avia Świdnik                             | PZL Leonardo Avia Świdnik          |
| zostają                            | przychodzą                                            | odchodzą                           |
| ---------------------------------- | ----------------------------------------------------- | ---------------------------------- |
| trener Jakub Guz (I trener)        | Tomasz Kryński (Astra Nowa Sól)                       | Damian Wierzbicki (Ślepsk Suwałki) |
| Krzysztof Pigłowski (rozgrywający) | Marcel Kapuściński (Trefl Gdańsk – grupy młodzieżowe) | Sebastian Matula (Olimpia Sulęcin) |
| Aleksander Czerwiński (atakujący)  |                                                       |                                    |
| Mateusz Łysikowski (przyjmujący)   |                                                       |                                    |
| Marcin Ociepski (przyjmujący)      |                                                       |                                    |
| Hubert Piwowarczyk (środkowy)      |                                                       |                                    |
| Konrad Machowicz (środkowy)        |                                                       |                                    |
| Rafał Obermeler (środkowy)         |                                                       |                                    |
| Mariusz Połyński (środkowy)        |                                                       |                                    |
| Tomasz Kuś (libero)                |                                                       |                                    |
| Maciej Ptaszyński (przyjmujący)    |                                                       |                                    |
| Michał Krawczyk (przyjmujący)      |                                                       |                                    |
| Mikołaj Kałkowski (libero)         |                                                       |                                    |

| BKS Visła Proline Bydgoszcz    | BKS Visła Proline Bydgoszcz                 | BKS Visła Proline Bydgoszcz          |
| zostają                        | przychodzą                                  | odchodzą                             |
| ------------------------------ | ------------------------------------------- | ------------------------------------ |
| trener Michal Masny (I trener) | Juan Barrera (Cambrai Volley)               | Mikołaj Słotarski (LUK Lublin)       |
| Emil Narkowicz (środkowy)      | Grzegorz Jacznik (Astra Nowa Sól)           | Paweł Cieślik (AZS Olsztyn)          |
| Łukasz Szarek (atakujący)      | Błażej Bień (Skra Bełchatów – wypożyczenie) | Antoni Kwasigroch (Ślepsk Suwałki)   |
| Bartosz Dzierżyński (libero)   | Jędrzej Kaźmierczak (Chrobry Głogów)        | Kamil Gutkowski (koniec kariery)     |
| Tomasz Polczyk (przyjmujący)   | Adam Miniak (AGH Kraków)                    | Wojciech Kaźmierczak (szuka klubu)   |
| Wojciech Malinowski (libero)   | Adrian Kacperkiewicz (BAS Białystok)        | Damian Radziwon (Norwid Częstochowa) |
| Igor Tysiak (przyjmujący)      | Patryk Mendel (Mickiewicz Kluczbork)        | Damian Czetowicz (Olimpia Sulęcin)   |
|                                | Łukasz Rymarski (Norwid Częstochowa)        | Krzysztof Rykała (KPS Siedlce)       |
|                                | Maciej Krysiak (LUK Lublin)                 |                                      |

| KKS Mickiewicz Kluczbork         | KKS Mickiewicz Kluczbork              | KKS Mickiewicz Kluczbork         |
| zostają                          | przychodzą                            | odchodzą                         |
| -------------------------------- | ------------------------------------- | -------------------------------- |
| trener Mariusz Łysiak (I trener) | Marcin Jaskuła (Norwid Częstochowa)   | Maciej Czyrek (LUK Lublin)       |
| Janusz Górski (przyjmujący)      | Paweł Gryc (Chrobry Głogów)           | Piotr Lipiński (Sobieski Żagań)  |
| Konrad Mucha (środkowy)          | Michał Kozłowski (KPS Siedlce)        | Patryk Mendel (Visła Bydgoszcz)  |
| Arkadiusz Olczyk (środkowy)      | Mariusz Magnuszewski (Arka Chełm)     | Jakub Kopacz (Camper Wyszków)    |
| Michał Łysiak (libero)           | Kamil Długosz (KS Rudziniec)          | Jan Siemiątkowski (Czarni Radom) |
| Artur Pasiński (przyjmujący)     | Dawid Kuźmiczonek (Gwardia Wrocław)   | Jakub Rohnka (Czarni Radom)      |
| Mateusz Linda (atakujący)        | Bartłomiej Janus (Norwid Częstochowa) | Krzysztof Gibek (GKS Katowice)   |
|                                  | Mateusz Szyporta                      |                                  |
|                                  | Kacper Szpałek (grupy młodzieżowe)    |                                  |

| MKST Astra Nowa Sól          | MKST Astra Nowa Sól                                      | MKST Astra Nowa Sól                       |
| zostają                      | przychodzą                                               | odchodzą                                  |
| ---------------------------- | -------------------------------------------------------- | ----------------------------------------- |
| Kamil Drzazga (środkowy)     | trener Konrad Cop (Olimpia Sulęcin)                      | Markus Kosian (KPS Siedlce)               |
| Patryk Foltynowicz (libero)  | Tytus Nowik (Olimpia Sulęcin)                            | Grzegorz Jacznik (Visła Bydgoszcz)        |
| Igor Woźniak (środkowy)      | Michał Gawrzydek (Olimpia Sulęcin)                       | trener Andrzej Krzyśko                    |
| Michał Hoszman (przyjmujący) | Ernest Kaciczak (Ślepsk Suwałki)                         | Patryk Czyrniański (Necko Augustów)       |
|                              | Dominik Wągiel (Quincy University Hawks)                 | Tomasz Pizuński (BAS Białystok)           |
|                              | Damian Biliński (Gwardia Wrocław)                        | Marcin Brzeziński (SPS Chroby Głogów)     |
|                              | Piotr Śliwka (Gwardia Wrocław)                           | Paweł Skibicki (Sobieski Żagań)           |
|                              | Oskar Laskowski (Krishome Września)                      | Jakub Wiśniewski (KPS Siedlce)            |
|                              | Igor Rybak (SMS PZPS Spała)                              | Tymon Majewski-Nowak (LUKS Wilki Wilczyn) |
|                              | Artur Becker (SMS PZPS Spała)                            | Michał Szydłowski (Camper Wyszków)        |
|                              | Jakub Rybicki (Skra Bełchatów) transfer w trakcie sezonu | Tomasz Kryński (Avia Świdnik)             |

| KS Lechia Tomaszów Mazowiecki                  | KS Lechia Tomaszów Mazowiecki            | KS Lechia Tomaszów Mazowiecki            |
| zostają                                        | przychodzą                               | odchodzą                                 |
| ---------------------------------------------- | ---------------------------------------- | ---------------------------------------- |
| I trener Kamil Czapnik                         | II trener Bartłomiej Rebzda (CHKS Chełm) | trener Mateusz Mielnik (Camper Wyszków)  |
| Wiktor Musiał (atakujący)                      | Filip Toma (drużyny młodzieżowe)         | Bartłomiej Neroj (szuka klubu)           |
| Marcel Hendzelewski (przyjmujący)              | Oskar Woźny (Trefl II Gdańsk)            | Kristaps Smits (Czarni Radom)            |
| Przemysław Toma (środkowy)                     | Konrad Kundera (Karpaty Krosno)          | Radosław Sterna (Necko Augustów)         |
| Dawid Suski (rozgrywający)                     | Filip Balasz (Chrobry Głogów)            | Adam Kącki (szuka klubu)                 |
| Dominik Jaglarski (libero)                     | Wiaczesław Tarasow (Shabab Al-Ahli)      | Piotr Szlęzak (Camper Wyszków)           |
| Wiktor Przybyłek (środkowy)                    | Piotr Kecher (drużyny młodzieżowe)       | Filip Białecki (METPRIM Volley Radomsko) |
| statystyk Sebastian Warda (wcześniej środkowy) | Igor Zawadzki (Hutnik Kraków)            | Wiktor Wójcik (SwK KARTPOL Kobyłka)      |

| REA BAS Białystok                 | REA BAS Białystok                            | REA BAS Białystok                          |
| zostają                           | przychodzą                                   | odchodzą                                   |
| --------------------------------- | -------------------------------------------- | ------------------------------------------ |
| Dawid Gruszczyński (rozgrywający) | trener Łukasz Jurkojć (Chełmiec Wałbrzych)   | trener Krzysztof Andrzejewski (Arka Chełm) |
| Sebastian Lisicki (przyjmujący)   | Mikołaj Miszczuk (Arka Chełm – wypożyczenie) | Jędrzej Goss (Arka Chełm)                  |
| Maciej Naliwajko (przyjmujący)    | Jan Król (Kochi Blue Spikers)                | Karol Rawiak (MCKiS Jaworzno)              |
| Piotr Janusz (środkowy)           | Paweł Boniaszczuk (Energetyk Poznań)         | Adrian Kacperkiewicz (Visła Bydgoszcz)     |
| Adrian Gwardiak (środkowy)        | Jakub Zimoląg (Chrobry Głogów)               | Jakub Turski (MCKiS Jaworzno)              |
| Daniel Ostaszewski (libero)       | Tomasz Pizuński (Astra Nowa Sól)             | Kamil Kulbacki (Necko Augustów)            |
| Piotr Micewicz (libero)           |                                              | Michał Witkoś (szuka klubu)                |
| Mateusz Kardasz (przyjmujący)     |                                              |                                            |

| PSG KPS Siedlce                      | PSG KPS Siedlce                                                                | PSG KPS Siedlce                                 |
| zostają                              | przychodzą                                                                     | odchodzą                                        |
| ------------------------------------ | ------------------------------------------------------------------------------ | ----------------------------------------------- |
| trener Witold Chwastyniak (I trener) | Rafał Prokopczuk (Olimpia Sulęcin)                                             | Mateusz Szpernalowski (MKS Będzin)              |
| Dawid Sokołowski (przyjmujący)       | Kacper Kupczak (Trójka Międzyrzec Podlaski) - odszedł z klubu w trakcie sezonu | Michał Kozłowski (Mickiewicz Kluczbork)         |
| Jakub Czyżowski (przyjmujący)        | Krzysztof Rykała (Visła Bydgoszcz)                                             | Bartłomiej Wójcik (MKS Będzin)                  |
| Jędrzej Bąkiewicz (przyjmujący)      | Jakub Wiśniewski (Astra Nowa Sól)                                              | Arkadiusz Kościółek (Avia Solar Sędziszów Młp.) |
| Bartosz Tomczak (libero)             | Michał Grabek (Metro Warszawa)                                                 | Bartosz Sławiński (Czarni Radom)                |
| Adrian Potera (libero)               | Markus Kosian (Astra Nowa Sól)                                                 | Bartosz Kowalczyk (BBTS Bielsko-Biała)          |
| Jakub Tubiak (środkowy)              | Jakub Sadkowski (Arka Chełm)                                                   | Jan Tomczak (szuka klubu)                       |
| Kacper Myśków (środkowy)             |                                                                                | Wiktor Kłęk (szuka klubu)                       |

| STS Olimpia Sulęcin              | STS Olimpia Sulęcin                                                    | STS Olimpia Sulęcin                         |
| zostają                          | przychodzą                                                             | odchodzą                                    |
| -------------------------------- | ---------------------------------------------------------------------- | ------------------------------------------- |
| Hubert Szymczak (rozgrywający)   | trener Marcin Kryś (AERO Odolena Voda)                                 | trener Konrad Cop (Astra Nowa Sól)          |
| Grzegorz Turek (atakujący)       | Sebastian Matula (Avia Świdnik) - odszedł z klubu w trakcie sezonu     | Damian Sobczak (Bzura Ozorków)              |
| Fabian Leitermeier (przyjmujący) | Damian Czetowicz (Visła Bydgoszcz)                                     | Rafał Prokopczuk (KPS Siedlce)              |
| Mateusz Sawerwain (libero)       | Maciej Zaborski (Gwardia Wrocław Academy)                              | Michał Gawrzydek (Astra Nowa Sól)           |
| Patryk Cichosz-Dzyga (środkowy)  | Łukasz Ciupa (Sarlux Sarroch)                                          | Tytus Nowik (Astra Nowa Sól)                |
| Aleks Kłysz (środkowy)           | Kajetan Kulik (Arka Chełm) - odszedł z klubu w trakcie sezonu          | Gracjan Bożek (UVC McDonalds Ried/Innkreis) |
| Bartosz Michalak (środkowy)      | Kasjan Gniazdowski (Volley Strzelce Opolskie)                          | Jakub Buczek (UKS Sparta Grodzisk Maz.)     |
|                                  | Maciej Sas (Arka Chełm)                                                | Stanisław Chaciński (Ohio State University) |
|                                  | Mateusz Stefanowicz (wychowanek) - przyszedł do klubu w trakcie sezonu |                                             |

| AZS AGH Kraków                    | AZS AGH Kraków                                    | AZS AGH Kraków                      |
| zostają                           | przychodzą                                        | odchodzą                            |
| --------------------------------- | ------------------------------------------------- | ----------------------------------- |
| trener Andrzej Kubacki (I trener) | Bartłomiej Potrykus (SMS PZPS Spała)              | Adam Miniak (Visła Bydgoszcz)       |
| Marcel Bakaj (rozgrywający)       | Michał Kowal (Penn State University)              | Kajetan Tokajuk (Czarni Radom)      |
| Rafał Putkowski (środkowy)        | Jakub Styrnol (Hutnik Kraków)                     | Kacper Komar (Krishome Września)    |
| Jakub Dereń (libero)              | Emil Smętek (Bielawianka Bielawa)                 | Bartłomiej Wiśniewski (szuka klubu) |
| Kacper Wnuk (atakujący)           | Kamil Urbańczyk (SMS PZPS Spała)                  | Adam Świdroń (Krishome Września)    |
| Aleksander Piksa (libero)         | Jakub Kaliszuk (MKS Będzin)                       | Hadrian Kaźmierczak (szuka klubu)   |
| Jakub Kraut (przyjmujący)         | Artur Brzostowicz (Skra Bełchatów – wypożyczenie) | Michał Curzytek (Krishome Września) |
| Igor Oziabło (środkowy)           |                                                   | Przemysław Peryt (szuka klubu)      |

| MCKiS Jaworzno                      | MCKiS Jaworzno                           | MCKiS Jaworzno                      |
| zostają                             | przychodzą                               | odchodzą                            |
| ----------------------------------- | ---------------------------------------- | ----------------------------------- |
| trener Tomasz Wątorek (I trener)    | Maksym Kędzierski (LUK Lublin)           | Marek Polok (Czarni Radom)          |
| Michał Szczechowicz (rozgrywający)  | Michał Klimkowski (AZS Częstochowa)      | Jakub Grzegolec (szuka klubu)       |
| Patryk Strzeżek (atakujący)         | Jakub Turski (BAS Białystok)             | Przemysław Gepfert (szuka klubu)    |
| Karol Borończyk (atakujący)         | Radosław Puczkowski (BBTS Bielsko-Biała) | Szczepan Czerwiński (TKS Tychy)     |
| Adam Horoszkiewicz (przyjmujący)    | Dominik Czerny (Cuprum Lubin)            | Artur Sługocki (Norwid Częstochowa) |
| Mateusz Pietras (środkowy)          | Karol Rawiak (BAS Białystok)             | Kamil Waszczuk (szuka klubu)        |
| Paweł Żeliński (środkowy)           |                                          |                                     |
| Jakub Gaweł (środkowy)              |                                          |                                     |
| Oskar Wojtaszkiewicz (rozgrywający) |                                          |                                     |

| CUK Anioły Toruń                     | CUK Anioły Toruń                       | CUK Anioły Toruń              |
| zostają                              | przychodzą                             | odchodzą                      |
| ------------------------------------ | -------------------------------------- | ----------------------------- |
| trener Krzysztof Stelmach (I trener) | Maciej Borris (Helios Grizzlys Giesen) | Łukasz Zimoń (Cargill Słupca) |
| Łukasz Walawender (rozgrywający)     | Bartłomiej Dorosz (Luks Wilki Wilczyn) | Rafał Pawlak (WKS Wieluń)     |
| Łukasz Sternik (rozgrywający)        | Germán Johansen (VK Dukla Liberec)     | Rafał Faryna (Trefl Gdańsk)   |
| Łukasz Kalinowski (przyjmujący)      |                                        |                               |
| Bartosz Grzona (przyjmujący)         |                                        |                               |
| Jakub Skadorwa (atakujący)           |                                        |                               |
| Łukasz Detmer (libero)               |                                        |                               |
| Robert Brzóstowicz (środkowy)        |                                        |                               |
| Sławomir Stolc (przyjmujący)         |                                        |                               |
| Mateusz Podborączyński (libero)      |                                        |                               |
| Adam Surgut (przyjmujący)            |                                        |                               |
| Isbel Mesa Sandoval (środkowy)       |                                        |                               |

## Składy drużyn[5]
| Pierrot Czarni Radom | Pierrot Czarni Radom | Pierrot Czarni Radom | Pierrot Czarni Radom | Pierrot Czarni Radom |
| Nr                   | Imię i nazwisko      | Data ur.             | Wzrost               | Pozycja              |
| -------------------- | -------------------- | -------------------- | -------------------- | -------------------- |
| 1                    | Kamil Durski         | 1993                 | 182                  | rozgrywający         |
| 2                    | Bartosz Sławiński    | 2001                 | 190                  | rozgrywający         |
| 3                    | Marek Polok          | 1999                 | 207                  | środkowy             |
| 4                    | Jakub Serewis        | 2005                 | 198                  | przyjmujący          |
| 6                    | Paul Wyszynski       |                      | 175                  | libero               |
| 7                    | Mariusz Schamlewski  | 1991                 | 198                  | środkowy             |
| 8                    | Tomasz Kalembka      | 1991                 | 202                  | środkowy             |
| 9                    | Bartłomiej Kluth     | 1992                 | 210                  | atakujący            |
| 11                   | Patryk Szymański     | 1995                 | 205                  | środkowy             |
| 12                   | Jan Siemiątkowski    | 1996                 | 200                  | atakujący            |
| 16                   | Paweł Filipowicz     | 1992                 | 189                  | libero               |
| 17                   | Kristaps Smits       | 1998                 | 185                  | przyjmujący          |
| 23                   | Kajetan Tokajuk      | 2000                 | 198                  | przyjmujący          |
| 25                   | Jakub Rohnka         | 1992                 | 194                  | przyjmujący          |
| Krzysztof Michalski  | Krzysztof Michalski  | Trener               | Trener               | Trener               |
| Piotr Pszczoła       | Piotr Pszczoła       | Asystent trenera     | Asystent trenera     | Asystent trenera     |

| ChKS Chełm             | ChKS Chełm             | ChKS Chełm       | ChKS Chełm       | ChKS Chełm       |
| Nr                     | Imię i nazwisko        | Data ur.         | Wzrost           | Pozycja          |
| ---------------------- | ---------------------- | ---------------- | ---------------- | ---------------- |
| 2                      | Mariusz Marcyniak      | 1992             | 206              | środkowy         |
| 3                      | Jakub Olszewski        | 2003             | 190              | przyjmujący      |
| 6                      | Szymon Rakowski        | 2001             | 201              | środkowy         |
| 8                      | Paweł Rusin            | 1992             | 182              | przyjmujący      |
| 9                      | Jay Blankenau          | 1989             | 194              | rozgrywający     |
| 10                     | Tomasz Piotrowski      | 1997             | 198              | przyjmujący      |
| 11                     | Bartosz Fijałek        | 2003             | 177              | libero           |
| 13                     | Łukasz Swodczyk        | 1990             | 196              | środkowy         |
| 14                     | Jędrzej Goss           | 1996             | 193              | atakujący        |
| 18                     | Kacper Gonciarz        | 1992             | 192              | rozgrywający     |
| 23                     | Jakub Ziobrowski       | 1997             | 202              | atakujący        |
| 47                     | Maciej Janikowski      | 1993             | 195              | przyjmujący      |
| 93                     | Łukasz Łapszyński      | 1993             | 195              | przyjmujący      |
| Krzysztof Andrzejewski | Krzysztof Andrzejewski | Trener           | Trener           | Trener           |
| Mateusz Hes            | Mateusz Hes            | Asystent trenera | Asystent trenera | Asystent trenera |

| BBTS Bielsko-Biała | BBTS Bielsko-Biała  | BBTS Bielsko-Biała | BBTS Bielsko-Biała | BBTS Bielsko-Biała |
| Nr                 | Imię i nazwisko     | Data ur.           | Wzrost             | Pozycja            |
| ------------------ | ------------------- | ------------------ | ------------------ | ------------------ |
| 2                  | Łukasz Lubaczewski  | 1992               | 190                | przyjmujący        |
| 4                  | Wojciech Siek       | 1994               | 205                | środkowy           |
| 5                  | Szymon Janus        | 2002               | 190                | rozgrywający       |
| 6                  | Mateusz Zawalski    | 1995               | 198                | środkowy           |
| 7                  | Kamil Dębski        | 1997               | 198                | przyjmujący        |
| 9                  | Bartłomiej Zawalski | 1999               | 204                | środkowy           |
| 10                 | Szymon Romać        | 1992               | 196                | atakujący          |
| 11                 | Bartosz Pietruczuk  | 1993               | 196                | przyjmujący        |
| 18                 | Szymon Bereza       | 1998               | 188                | rozgrywający       |
| 20                 | Wojciech Szwed      | 2000               | 198                | atakujący          |
| 21                 | Bartosz Kowalczyk   | 1998               | 204                | atakujący          |
| 24                 | Szymon Biniek       | 1995               | 188                | libero             |
| 26                 | Marcel Chmielewski  | 2003               | 179                | libero             |
| 99                 | Mykola Kuts         | 2006               | 206                | środkowy           |
| Sergii Kapelus     | Sergii Kapelus      | Trener             | Trener             | Trener             |
| Adrian Hunek       | Adrian Hunek        | Asystent trenera   | Asystent trenera   | Asystent trenera   |

| PZL Leonardo Avia Świdnik | PZL Leonardo Avia Świdnik | PZL Leonardo Avia Świdnik | PZL Leonardo Avia Świdnik | PZL Leonardo Avia Świdnik |
| Nr                        | Imię i nazwisko           | Data ur.                  | Wzrost                    | Pozycja                   |
| ------------------------- | ------------------------- | ------------------------- | ------------------------- | ------------------------- |
| 1                         | Hubert Piwowarczyk        | 1997                      | 205                       | środkowy                  |
| 3                         | Mateusz Łysikowski        | 1996                      | 185                       | przyjmujący               |
| 4                         | Konrad Machowicz          | 1996                      | 196                       | środkowy                  |
| 5                         | Krzysztof Pigłowski       | 1993                      | 189                       | rozgrywający              |
| 6                         | Marcel Kapuściński        | 2005                      | 187                       | rozgrywający              |
| 7                         | Marcin Ociepski           | 1994                      | 185                       | przyjmujący               |
| 8                         | Rafał Obermeler           | 1992                      | 201                       | środkowy                  |
| 12                        | Tomasz Kryński            | 1995                      | 200                       | atakujący                 |
| 16                        | Michał Krawczyk           | 1999                      | 193                       | przyjmujący               |
| 19                        | Aleksander Czerwiński     | 2003                      | 198                       | atakujący                 |
| 21                        | Mikołaj Kałkowski         | 2000                      | 180                       | libero                    |
| 22                        | Tomasz Kuś                | 1995                      | 184                       | libero                    |
| 23                        | Alan Kozik                | 2008                      | 194                       | przyjmujący               |
| 77                        | Mariusz Połyński          | 2002                      | 198                       | środkowy                  |
| 98                        | Maciej Ptaszyński         | 1998                      | 195                       | przyjmujący               |
| Jakub Guz                 | Jakub Guz                 | Trener                    | Trener                    | Trener                    |
| Cezary Kostaniak          | Cezary Kostaniak          | Asystent trenera          | Asystent trenera          | Asystent trenera          |

| BKS Visła Proline Bydgoszcz | BKS Visła Proline Bydgoszcz | BKS Visła Proline Bydgoszcz | BKS Visła Proline Bydgoszcz | BKS Visła Proline Bydgoszcz |
| Nr                          | Imię i nazwisko             | Data ur.                    | Wzrost                      | Pozycja                     |
| --------------------------- | --------------------------- | --------------------------- | --------------------------- | --------------------------- |
| 2                           | Adrian Kacperkiewicz        | 1998                        | 193                         | przyjmujący                 |
| 3                           | Maciej Krysiak              | 1999                        | 192                         | przyjmujący                 |
| 4                           | Błażej Bień                 | 2005                        | 188                         | rozgrywający                |
| 5                           | Juan Barrera                | 1999                        | 202                         | atakujący                   |
| 6                           | Tomasz Polczyk              | 1997                        | 193                         | przyjmujący                 |
| 7                           | Łukasz Rymarski             | 1997                        | 205                         | środkowy                    |
| 13                          | Emil Narkowicz              | 2002                        | 197                         | środkowy                    |
| 14                          | Bartosz Dzierżyński         | 1996                        | 183                         | libero                      |
| 16                          | Adam Miniak                 | 1998                        | 201                         | środkowy                    |
| 19                          | Patryk Mendel               | 1998                        | 197                         | przyjmujący                 |
| 22                          | Łukasz Szarek               | 1990                        | 200                         | atakujący                   |
| 23                          | Jędrzej Kaźmierczak         | 2000                        | 200                         | środkowy                    |
| 26                          | Wojciech Malinowski         | 2004                        | 182                         | libero                      |
| 62                          | Grzegorz Jacznik            | 1998                        | 195                         | rozgrywający                |
| Michal Masny                | Michal Masny                | Trener                      | Trener                      | Trener                      |
| Adrian Pasierb              | Adrian Pasierb              | Asystent trenera            | Asystent trenera            | Asystent trenera            |

| KKS Mickiewicz Kluczbork | KKS Mickiewicz Kluczbork | KKS Mickiewicz Kluczbork | KKS Mickiewicz Kluczbork | KKS Mickiewicz Kluczbork |
| Nr                       | Imię i nazwisko          | Data ur.                 | Wzrost                   | Pozycja                  |
| ------------------------ | ------------------------ | ------------------------ | ------------------------ | ------------------------ |
| 2                        | Michał Kozłowski         | 2001                     | 203                      | środkowy                 |
| 3                        | Dawid Kuźmiczonek        | 2003                     | 193                      | rozgrywający             |
| 4                        | Kamil Długosz            | 1992                     | 200                      | przyjmujący              |
| 5                        | Bartłomiej Janus         | 1995                     | 203                      | środkowy                 |
| 6                        | Kacper Szpałek           |                          |                          | atakujący                |
| 7                        | Marcin Jaskuła           | 1998                     | 179                      | libero                   |
| 8                        | Konrad Mucha             | 1993                     | 198                      | środkowy                 |
| 9                        | Paweł Gryc               | 1996                     | 208                      | atakujący                |
| 10                       | Janusz Górski            | 1992                     | 195                      | przyjmujący              |
| 11                       | Michał Łysiak            | 2000                     | 185                      | libero                   |
| 13                       | Arkadiusz Olczyk         | 1990                     | 202                      | środkowy                 |
| 14                       | Artur Pasiński           | 1996                     | 199                      | przyjmujący              |
| 15                       | Mariusz Magnuszewski     | 1997                     | 194                      | rozgrywający             |
| 17                       | Mateusz Linda            | 1996                     | 197                      | atakujący                |
| 18                       | Mateusz Szyporta         | 1990                     | 193                      | przyjmujący              |
| Mariusz Łysiak           | Mariusz Łysiak           | Trener                   | Trener                   | Trener                   |
| Dawid Obłąk              | Dawid Obłąk              | Asystent trenera         | Asystent trenera         | Asystent trenera         |

| MKST Astra Nowa Sól | MKST Astra Nowa Sól | MKST Astra Nowa Sól | MKST Astra Nowa Sól | MKST Astra Nowa Sól |
| Nr                  | Imię i nazwisko     | Data ur.            | Wzrost              | Pozycja             |
| ------------------- | ------------------- | ------------------- | ------------------- | ------------------- |
| 1                   | Damian Biliński     | 2003                | 190                 | rozgrywający        |
| 3                   | Michał Hoszman      | 1999                | 193                 | przyjmujący         |
| 4                   | Patryk Foltynowicz  | 2000                | 183                 | libero              |
| 5                   | Artur Becker        | 2005                | 198                 | rozgrywający        |
| 7                   | Igor Woźniak        | 2002                | 200                 | środkowy            |
| 8                   | Tytus Nowik         | 2003                | 193                 | atakujący           |
| 10                  | Michał Gawrzydek    | 2001                | 194                 | przyjmujący         |
| 11                  | Piotr Śliwka        | 2003                | 188                 | przyjmujący         |
| 14                  | Kamil Drzazga       | 2000                | 212                 | środkowy            |
| 15                  | Dominik Wągiel      | 2002                | 178                 | libero              |
| 21                  | Jakub Rybicki       | 1998                | 195                 | przyjmujący         |
| 22                  | Igor Rybak          | 2005                | 197                 | atakujący           |
| 25                  | Ernest Kaciczak     | 2000                | 205                 | przyjmujący         |
| 77                  | Oskar Laskowski     | 2000                | 201                 | środkowy            |
| Konrad Cop          | Konrad Cop          | Trener              | Trener              | Trener              |
| Łukasz Durbajłło    | Łukasz Durbajłło    | Asystent trenera    | Asystent trenera    | Asystent trenera    |

| KS Lechia Tomaszów Mazowiecki | KS Lechia Tomaszów Mazowiecki | KS Lechia Tomaszów Mazowiecki | KS Lechia Tomaszów Mazowiecki | KS Lechia Tomaszów Mazowiecki |
| Nr                            | Imię i nazwisko               | Data ur.                      | Wzrost                        | Pozycja                       |
| ----------------------------- | ----------------------------- | ----------------------------- | ----------------------------- | ----------------------------- |
| 2                             | Konrad Kundera                |                               |                               | rozgrywający                  |
| 3                             | Wiktor Musiał                 | 1993                          | 194                           | atakujący                     |
| 5                             | Dawid Suski                   | 2004                          | 194                           | rozgrywający                  |
| 7                             | Filip Toma                    | 2005                          | 187                           | przyjmujący                   |
| 8                             | Dominik Jaglarski             | 1997                          | 186                           | libero                        |
| 10                            | Marcel Hendzelewski           | 2004                          | 191                           | przyjmujący                   |
| 11                            | Jakub Nowak                   | 2005                          | 205                           | środkowy                      |
| 15                            | Wiaczesław Tarasow            | 1988                          | 202                           | przyjmujący                   |
| 19                            | Oskar Woźny                   | 2005                          | 180                           | libero                        |
| 20                            | Igor Zawadzki                 | 2003                          | 200                           | atakujący                     |
| 23                            | Piotr Kecher                  |                               | 206                           | środkowy                      |
| 30                            | Filip Balasz                  | 2000                          | 193                           | przyjmujący                   |
| 32                            | Wiktor Przybyłek              | 2005                          | 200                           | środkowy                      |
| 77                            | Przemysław Toma               | 1993                          | 194                           | środkowy                      |
| Kamil Czapnik                 | Kamil Czapnik                 | Trener                        | Trener                        | Trener                        |
| Bartłomiej Rebzda             | Bartłomiej Rebzda             | Asystent trenera              | Asystent trenera              | Asystent trenera              |

| REA BAS Białystok | REA BAS Białystok  | REA BAS Białystok | REA BAS Białystok | REA BAS Białystok |
| Nr                | Imię i nazwisko    | Data ur.          | Wzrost            | Pozycja           |
| ----------------- | ------------------ | ----------------- | ----------------- | ----------------- |
| 2                 | Jakub Żaworonek    | 2006              | 191               | przyjmujący       |
| 4                 | Jan Król           | 1989              | 198               | atakujący         |
| 5                 | Piotr Janusz       | 1999              | 206               | środkowy          |
| 6                 | Daniel Ostaszewski | 1993              | 184               | libero            |
| 7                 | Mikołaj Miszczuk   | 2000              | 193               | przyjmujący       |
| 8                 | Jakub Zimoląg      | 2004              | 196               | środkowy          |
| 10                | Tomasz Pizuński    | 1994              | 193               | przyjmujący       |
| 11                | Paweł Boniaszczuk  | 2003              | 193               | rozgrywający      |
| 13                | Sebastian Lisicki  | 2001              | 197               | przyjmujący       |
| 18                | Piotr Micewicz     | 2001              | 178               | libero            |
| 23                | Maciej Naliwajko   | 1990              | 195               | przyjmujący       |
| 25                | Mateusz Kardasz    | 1991              | 203               | atakujący         |
| 50                | Gabriel Bagiński   | 2002              | 196               | środkowy          |
| 66                | Dawid Gruszczyński | 2001              | 186               | rozgrywający      |
| 99                | Adrian Gwardiak    | 2000              | 200               | środkowy          |
| Łukasz Jurkojć    | Łukasz Jurkojć     | Trener            | Trener            | Trener            |
| Jacek Malczewski  | Jacek Malczewski   | Asystent trenera  | Asystent trenera  | Asystent trenera  |

| PSG KPS Siedlce     | PSG KPS Siedlce     | PSG KPS Siedlce  | PSG KPS Siedlce  | PSG KPS Siedlce  |
| Nr                  | Imię i nazwisko     | Data ur.         | Wzrost           | Pozycja          |
| ------------------- | ------------------- | ---------------- | ---------------- | ---------------- |
| 1                   | Jakub Sadkowski     | 2002             | 209              | środkowy         |
| 3                   | Kacper Myśków       | 2004             | 200              | środkowy         |
| 5                   | Jakub Czyżowski     | 2001             | 194              | przyjmujący      |
| 10                  | Markus Kosian       | 2000             | 201              | środkowy         |
| 11                  | Adrian Potera       | 2001             | 175              | libero           |
| 13                  | Jędrzej Bąkiewicz   | 2002             |                  | przyjmujący      |
| 14                  | Jakub Tubiak        | 2001             | 205              | środkowy         |
| 15                  | Krzysztof Rykała    | 1999             | 196              | atakujący        |
| 17                  | Rafał Prokopczuk    | 1999             | 187              | rozgrywający     |
| 18                  | Bartosz Tomczak     | 1999             |                  | libero           |
| 21                  | Dawid Sokołowski    | 2000             | 193              | przyjmujący      |
| 23                  | Jakub Wiśniewski    | 2004             | 197              | atakujący        |
| 65                  | Michał Grabek       | 2005             |                  | przyjmujący      |
| Witold Chwastyniak  | Witold Chwastyniak  | Trener           | Trener           | Trener           |
| Mirosław Filimoniuk | Mirosław Filimoniuk | Asystent trenera | Asystent trenera | Asystent trenera |

| STS Olimpia Sulęcin | STS Olimpia Sulęcin  | STS Olimpia Sulęcin | STS Olimpia Sulęcin | STS Olimpia Sulęcin |
| Nr                  | Imię i nazwisko      | Data ur.            | Wzrost              | Pozycja             |
| ------------------- | -------------------- | ------------------- | ------------------- | ------------------- |
| 3                   | Mateusz Sawerwain    | 2001                | 183                 | libero              |
| 4                   | Maciej Zaborski      | 2005                | 197                 | przyjmujący         |
| 9                   | Mateusz Stefanowicz  | 1998                | 195                 | rozgrywający        |
| 10                  | Łukasz Ciupa         | 1990                | 194                 | przyjmujący         |
| 11                  | Hubert Szymczak      | 2001                | 203                 | rozgrywający        |
| 12                  | Grzegorz Turek       | 1993                | 208                 | atakujący           |
| 13                  | Maciej Sas           | 1997                | 180                 | libero              |
| 18                  | Damian Czetowicz     | 2000                | 194                 | przyjmujący         |
| 20                  | Patryk Cichosz-Dzyga | 2001                | 210                 | środkowy            |
| 21                  | Fabian Leitermeier   | 2001                | 194                 | przyjmujący         |
| 22                  | Kasjan Gniazdowski   | 2004                | 218                 | środkowy            |
| 23                  | Aleks Kłysz          | 2003                | 200                 | środkowy            |
| 84                  | Bartosz Michalak     | 2000                | 199                 | środkowy            |
| Marcin Kryś         | Marcin Kryś          | Trener              | Trener              | Trener              |
| Damian Sławiak      | Damian Sławiak       | Asystent trenera    | Asystent trenera    | Asystent trenera    |

| AZS AGH Kraków  | AZS AGH Kraków      | AZS AGH Kraków   | AZS AGH Kraków   | AZS AGH Kraków   |
| Nr              | Imię i nazwisko     | Data ur.         | Wzrost           | Pozycja          |
| --------------- | ------------------- | ---------------- | ---------------- | ---------------- |
| 1               | Artur Brzostowicz   | 2005             | 195              | przyjmujący      |
| 2               | Kacper Wnuk         | 2000             | 200              | atakujący        |
| 4               | Jakub Kraut         | 2001             | 195              | przyjmujący      |
| 5               | Jakub Kaliszuk      | 2004             | 204              | atakujący        |
| 7               | Rafał Putkowski     | 2003             | 197              | środkowy         |
| 8               | Michał Kowal        | 2001             | 187              | przyjmujący      |
| 10              | Marcel Bakaj        | 2004             | 190              | rozgrywający     |
| 12              | Bartłomiej Potrykus | 2005             | 194              | przyjmujący      |
| 13              | Emil Smętek         | 2000             | 200              | rozgrywający     |
| 15              | Jakub Dereń         | 2001             | 170              | libero           |
| 17              | Aleksander Piksa    | 2005             | 184              | libero           |
| 32              | Jakub Styrnol       | 2003             | 198              | środkowy         |
| 95              | Kamil Urbańczyk     | 2005             | 204              | środkowy         |
| 99              | Igor Oziabło        | 1999             | 198              | środkowy         |
| Andrzej Kubacki | Andrzej Kubacki     | Trener           | Trener           | Trener           |
| Sebastian Masel | Sebastian Masel     | Asystent trenera | Asystent trenera | Asystent trenera |

| MCKiS Jaworzno | MCKiS Jaworzno       | MCKiS Jaworzno   | MCKiS Jaworzno   | MCKiS Jaworzno   |
| Nr             | Imię i nazwisko      | Data ur.         | Wzrost           | Pozycja          |
| -------------- | -------------------- | ---------------- | ---------------- | ---------------- |
| 1              | Patryk Strzeżek      | 1989             | 202              | atakujący        |
| 2              | Karol Borończyk      | 1995             | 197              | atakujący        |
| 3              | Karol Rawiak         | 1994             | 197              | przyjmujący      |
| 5              | Michał Klimkowski    | 2005             | 178              | libero           |
| 6              | Maksym Kędzierski    | 2003             | 183              | libero           |
| 7              | Paweł Żeliński       | 1997             | 199              | środkowy         |
| 9              | Jakub Gaweł          | 2003             | 202              | środkowy         |
| 10             | Michał Szczechowicz  | 1998             | 185              | rozgrywający     |
| 11             | Oskar Wojtaszkiewicz | 1996             | 195              | rozgrywający     |
| 12             | Adam Horoszkiewicz   | 2004             | 204              | przyjmujący      |
| 13             | Radosław Puczkowski  | 2003             | 203              | przyjmujący      |
| 15             | Mateusz Pietras      | 1998             | 195              | środkowy         |
| 17             | Jakub Turski         | 1998             | 202              | środkowy         |
| 21             | Dominik Czerny       | 2003             | 196              | przyjmujący      |
| Tomasz Wątorek | Tomasz Wątorek       | Trener           | Trener           | Trener           |
| Jacek Sowa     | Jacek Sowa           | Asystent trenera | Asystent trenera | Asystent trenera |

| CUK Anioły Toruń                 | CUK Anioły Toruń                 | CUK Anioły Toruń  | CUK Anioły Toruń  | CUK Anioły Toruń  |
| Nr                               | Imię i nazwisko                  | Data ur.          | Wzrost            | Pozycja           |
| -------------------------------- | -------------------------------- | ----------------- | ----------------- | ----------------- |
| 1                                | Łukasz Detmer                    | 1993              | 182               | libero            |
| 2                                | Łukasz Kalinowski                | 1995              | 196               | przyjmujący       |
| 4                                | Bartosz Grzona                   | 2003              | 195               | przyjmujący       |
| 5                                | Łukasz Walawender                | 1996              | 189               | rozgrywający      |
| 8                                | Adam Surgut                      | 1996              | 195               | przyjmujący       |
| 9                                | Sławomir Stolc                   | 1993              | 198               | przyjmujący       |
| 10                               | Jakub Skadorwa                   | 1998              | 195               | atakujący         |
| 14                               | Bartłomiej Dorosz                | 1996              | 200               | środkowy          |
| 16                               | Isbel Mesa                       | 1989              | 204               | środkowy          |
| 18                               | Maciej Borris                    | 1994              | 202               | środkowy          |
| 22                               | Łukasz Sternik                   | 1996              | 198               | rozgrywający      |
| 27                               | Robert Brzóstowicz               | 1996              | 200               | środkowy          |
| 33                               | Mateusz Podborączyński           | 1998              | 184               | libero            |
| 96                               | Germán Johansen                  | 1995              | 200               | atakujący         |
| Krzysztof Stelmach               | Krzysztof Stelmach               | Trener            | Trener            | Trener            |
| Filip Strojny Krzysztof Żabiński | Filip Strojny Krzysztof Żabiński | Asystenci trenera | Asystenci trenera | Asystenci trenera |

| SMS PZPS Spała                     | SMS PZPS Spała                     | SMS PZPS Spała    | SMS PZPS Spała    | SMS PZPS Spała    |
| Nr                                 | Imię i nazwisko                    | Data ur.          | Wzrost            | Pozycja           |
| ---------------------------------- | ---------------------------------- | ----------------- | ----------------- | ----------------- |
| 1                                  | Miłosz Kotela                      | 2006              | 178               | libero            |
| 2                                  | Oliwier Kuropatwa                  | 2008              | 190               | rozgrywający      |
| 3                                  | Bartosz Chrzanowski                | 2007              | 199               | przyjmujący       |
| 4                                  | Tomasz Kupkowski                   | 2006              | 203               | środkowy          |
| 5                                  | Jakub Kiedos                       | 2005              | 204               | przyjmujący       |
| 7                                  | Aleksander Nowik                   | 2006              | 204               | przyjmujący       |
| 8                                  | Wojciech Olejniczak                | 2007              | 199               | rozgrywający      |
| 9                                  | Maciej Korona                      | 2008              | 198               | przyjmujący       |
| 10                                 | Maciej Drąg                        | 2007              | 185               | rozgrywający      |
| 13                                 | Oskar Kukie                        | 2006              | 211               | środkowy          |
| 15                                 | Kamil Momot                        | 2006              | 208               | środkowy          |
| 16                                 | Oskar Trawka                       | 2007              | 196               | przyjmujący       |
| 22                                 | Marcel Kiciński                    | 2007              | 202               | atakujący         |
| 24                                 | Szymon Pobrotyn                    | 2007              | 206               | atakujący         |
| 26                                 | Tymoteusz Lenik                    | 2007              | 200               | środkowy          |
| 42                                 | Marcel Schadach                    | 2008              | 174               | libero            |
| 55                                 | Olgierd Skóra                      | 2008              | 197               | środkowy          |
| 58                                 | Adam Potempa                       | 2006              | 202               | atakujący         |
| Jacek Nawrocki                     | Jacek Nawrocki                     | Trener            | Trener            | Trener            |
| Maciej Bartodziejski Maciej Zendeł | Maciej Bartodziejski Maciej Zendeł | Asystenci trenera | Asystenci trenera | Asystenci trenera |